# Bahnstrecke Düren–Neuss
| |                        |                                            |                                            |
| Streckennummer (DB): | 2580                   |                                            |                                            |
| Kursbuchstrecke (DB): | 481                    |                                            |                                            |
| Kursbuchstrecke: | 242g (über Harff 1946) |                                            |                                            |
| Streckenlänge: | 49,0 km                |                                            |                                            |
| Spurweite: | 1435 mm (Normalspur)   |                                            |                                            |
| Streckengeschwindigkeit: | 100 km/h               |                                            |                                            |
| Zweigleisigkeit: | Grevenbroich–Holzheim  |                                            |                                            |
| |                        |                                            |                                            |
| \| \| \| Linksniederrheinstrecke von Krefeld \| \| \| \| \| Strecke von Düsseldorf \| \| \| \| 49,0 \| Neuss Hbf (Inselbahnhof) \| Neuss Hbf (Inselbahnhof) \| \| \| \| Strecke nach Mönchengladbach \| \| \| \| \| Linksniederrheinstrecke nach Köln \| \| \| \| 46,9 \| Nordkanal W1 (Abzw) \| Nordkanal W1 (Abzw) \| \| \| 44,4 \| Holzheim (bei Neuss) \| Holzheim (bei Neuss) \| \| \| 39,4 \| Kapellen-Wevelinghoven \| Kapellen-Wevelinghoven \| \| \| 35,1 \| Strecke von Mönchengladbach \| Strecke von Mönchengladbach \| \| \| 34,3 \| Grevenbroich \| Grevenbroich \| \| \| 33,4 \| Strecke nach Köln \| Strecke nach Köln \| \| \| 31,4 \| Verbindungsstrecke zur Nord-Süd-Bahn \| Verbindungsstrecke zur Nord-Süd-Bahn \| \| \| 31,2 \| Gustorf \| Gustorf \| \| \| 30,430,2 \| (Kilometersprung) \| (Kilometersprung) \| \| \| \| Nord-Süd-Bahn \| \| \| \| \| (Trasse bis 1976, heute Tagebau) \| \| \| \| 28,6 \| Frimmersdorf \| Frimmersdorf \| \| \| 26,5 \| Neurath \| Neurath \| \| \| 26,1 \| Harff \| Harff \| \| \| 24,0 \| Kaster (1971–1976) \| Kaster (1971–1976) \| \| \| \| (Trasse bis 1976, heute Tagebau) \| \| \| \| 21,2 \| Bedburg (Erft) \| Bedburg (Erft) \| \| \| \| Erftbahn nach Horrem \| \| \| \| \| ehem. Strecke nach Ameln \| \| \| \| \| A 61 \| \| \| \| 17,6 \| Ohndorf (Bk) \| Ohndorf (Bk) \| \| \| 14,9 \| Elsdorf (Rheinl) [West] \| Elsdorf (Rheinl) [West] \| \| \| 11,2 \| Etzweiler (Güterbahnhof) \| Etzweiler (Güterbahnhof) \| \| \| \| Hambachbahn \| \| \| \| \| A 4 \| \| \| \| 5,0 \| Morschenich (Bk) \| Morschenich (Bk) \| \| \| \| Schnellfahrstrecke von Köln \| \| \| \| 2,3 \| Düren Vbf \| Düren Vbf \| \| \| \| ehem. Umgehungskurve nach Euskirchen[1] \| \| \| \| \| ehem. Bahnstrecke Distelrath–Schneidhausen \| \| \| \| \| Bördebahn von Euskirchen \| \| \| \| \| Strecke von Jülich \| \| \| \| 0,0 \| Düren (Inselbahnhof) \| Düren (Inselbahnhof) \| \| \| \| Rurtalbahn nach Heimbach \| \| \| \| \| Schnellfahrstrecke nach Aachen \| \| \| \| \| \| \| \| Quellen: [2][3] \| \| \| \| |                        |                                            |                                            |
| Verschwenkung von links · Verschwenkung von rechts |                        | Linksniederrheinstrecke von Krefeld        | Linksniederrheinstrecke von Krefeld        |
| Abzweig geradeaus und von links · Kreuzung geradeaus oben |                        | Strecke von Düsseldorf                     | Strecke von Düsseldorf                     |
| Bahnhof mit S-Bahn-Halt · Bahnhof | 49,0                   | Neuss Hbf (Inselbahnhof)                   | Neuss Hbf (Inselbahnhof)                   |
| Abzweig geradeaus und nach rechts · Strecke |                        | Strecke nach Mönchengladbach               | Strecke nach Mönchengladbach               |
| Abzweig geradeaus und nach links · Kreuzung geradeaus unten und links |                        | Linksniederrheinstrecke nach Köln          | Linksniederrheinstrecke nach Köln          |
| Verschwenkung nach links · Verschwenkung nach rechts | 46,9                   | Nordkanal W1 (Abzw)                        | Nordkanal W1 (Abzw)                        |
| Bahnhof | 44,4                   | Holzheim (bei Neuss)                       | Holzheim (bei Neuss)                       |
| Haltepunkt / Haltestelle | 39,4                   | Kapellen-Wevelinghoven                     | Kapellen-Wevelinghoven                     |
| Abzweig geradeaus und von rechts | 35,1                   | Strecke von Mönchengladbach                | Strecke von Mönchengladbach                |
| Bahnhof | 34,3                   | Grevenbroich                               | Grevenbroich                               |
| Abzweig geradeaus und nach links | 33,4                   | Strecke nach Köln                          | Strecke nach Köln                          |
| Abzweig geradeaus und nach links | 31,4                   | Verbindungsstrecke zur Nord-Süd-Bahn       | Verbindungsstrecke zur Nord-Süd-Bahn       |
| Bahnhof | 31,2                   | Gustorf                                    | Gustorf                                    |
| Kilometer-Wechsel | 30,430,2               | (Kilometersprung)                          | (Kilometersprung)                          |
| Kreuzung geradeaus oben |                        | Nord-Süd-Bahn                              | Nord-Süd-Bahn                              |
| Verschwenkung von links (Strecke außer Betrieb) · Verschwenkung von rechts |                        | (Trasse bis 1976, heute Tagebau)           | (Trasse bis 1976, heute Tagebau)           |
| Strecke (außer Betrieb) · Haltepunkt / Haltestelle | 28,6                   | Frimmersdorf                               | Frimmersdorf                               |
| Strecke (außer Betrieb) · Dienststation / Betriebs- oder Güterbahnhof | 26,5                   | Neurath                                    | Neurath                                    |
| Bahnhof (Strecke außer Betrieb) · Strecke | 26,1                   | Harff                                      | Harff                                      |
| Haltepunkt / Haltestelle (Strecke außer Betrieb) · Strecke | 24,0                   | Kaster (1971–1976)                         | Kaster (1971–1976)                         |
| Verschwenkung nach links (Strecke außer Betrieb) · Verschwenkung nach rechts |                        | (Trasse bis 1976, heute Tagebau)           | (Trasse bis 1976, heute Tagebau)           |
| Bahnhof | 21,2                   | Bedburg (Erft)                             | Bedburg (Erft)                             |
| Abzweig ehemals geradeaus und nach links |                        | Erftbahn nach Horrem                       | Erftbahn nach Horrem                       |
| Abzweig geradeaus und nach rechts (Strecke außer Betrieb) |                        | ehem. Strecke nach Ameln                   | ehem. Strecke nach Ameln                   |
| Strecke mit Straßenbrücke (Strecke außer Betrieb) |                        | A 61                                       | A 61                                       |
| Blockstelle (Strecke außer Betrieb) | 17,6                   | Ohndorf (Bk)                               | Ohndorf (Bk)                               |
| Bahnhof (Strecke außer Betrieb) | 14,9                   | Elsdorf (Rheinl) [West]                    | Elsdorf (Rheinl) [West]                    |
| Dienststation / Betriebs- oder Güterbahnhof (Strecke außer Betrieb) | 11,2                   | Etzweiler (Güterbahnhof)                   | Etzweiler (Güterbahnhof)                   |
| Kreuzung geradeaus oben (Strecke geradeaus außer Betrieb) |                        | Hambachbahn                                | Hambachbahn                                |
| Strecke mit Straßenbrücke (Strecke außer Betrieb) |                        | A 4                                        | A 4                                        |
| Blockstelle (Strecke außer Betrieb) | 5,0                    | Morschenich (Bk)                           | Morschenich (Bk)                           |
| Abzweig ehemals geradeaus und von links |                        | Schnellfahrstrecke von Köln                | Schnellfahrstrecke von Köln                |
| Dienststation / Betriebs- oder Güterbahnhof | 2,3                    | Düren Vbf                                  | Düren Vbf                                  |
| Abzweig geradeaus und ehemals nach links |                        | ehem. Umgehungskurve nach Euskirchen       | ehem. Umgehungskurve nach Euskirchen       |
| Kreuzung geradeaus unten (Querstrecke außer Betrieb) |                        | ehem. Bahnstrecke Distelrath–Schneidhausen | ehem. Bahnstrecke Distelrath–Schneidhausen |
| Abzweig geradeaus und von links |                        | Bördebahn von Euskirchen                   | Bördebahn von Euskirchen                   |
| Strecke nach halblinks und von rechts · Verschwenkung nach links und nach rechts |                        | Strecke von Jülich                         | Strecke von Jülich                         |
| Kopfbahnhof Strecke ab hier außer Betrieb · Bahnhof mit S-Bahn-Halt | 0,0                    | Düren (Inselbahnhof)                       | Düren (Inselbahnhof)                       |
| Verschwenkung von links und ehemals von rechts · Strecke nach links und von halbrechts |                        | Rurtalbahn nach Heimbach                   | Rurtalbahn nach Heimbach                   |
| Strecke |                        | Schnellfahrstrecke nach Aachen             | Schnellfahrstrecke nach Aachen             |
| |                        |                                            |                                            |
| Quellen: |                        |                                            |                                            |

Die Bahnstrecke Düren–Neuss ist eine Eisenbahnstrecke im linksrheinischen Teil Nordrhein-Westfalens. Die nicht elektrifizierte, teilweise zweigleisige Hauptbahn verlief ursprünglich von Düren nach Neuss. Auf dem 21 Kilometer langen Abschnitt von Düren nach Bedburg wurde jedoch 1995 der Personenverkehr eingestellt. 1996 wurde der Abschnitt stillgelegt und 1997 wurde er wegen des Tagebaus Hambach abgebaut. Die Strecke wird zwischen Neuss und Bedburg weiterhin von Regionalbahnen befahren.

## Geschichte

### Von der Eröffnung bis zum Zweiten Weltkrieg
Die Strecke Düren – Neuss wurde von der (1880 verstaatlichten) Rheinischen Eisenbahn-Gesellschaft erbaut und am 1. September 1869 eröffnet. Sie bildete die erste Querverbindung zwischen den beiden auf Aachen zulaufenden Hauptstrecken von Düsseldorf und Mönchengladbach und von Köln, denn die Nebenbahn von Mönchengladbach bzw. Hochneukirch über Jülich nach Stolberg (und weiter nach Aachen) wurde erst vier Jahre später eröffnet, die heutige Hauptstrecke von Mönchengladbach nach Köln ging sogar erst von 1889 bis 1899 in Betrieb.
Die spätere Entstehung der heute wichtigeren und elektrifizierten Strecke Mönchengladbach – Köln ist auch der Grund für die Lage des Bahnhofs Grevenbroich, welcher zunächst entlang der in Nord-Süd-Richtung verlaufenden Strecke Neuss – Düren gebaut wurde, so dass die dort in West-Ost-Richtung verlaufende Strecke Mönchengladbach – Köln nachträglich mit einer großen S-Kurve durch den Bahnhof durchgeführt werden musste.
Schon vor dem Zweiten Weltkrieg fuhr etwa die Hälfte aller Züge der Strecke Düren – Neuss weiter von und nach Düsseldorf Hbf. Einige wenige Züge begannen damals in Grevenbroich oder Gustorf, über den eigentlichen Bereich der Strecke hinaus gab es ein durchgehendes Sonntagsausflugszug-Paar zwischen Düsseldorf und Heimbach (Eifel), das auf einigen kleineren Stationen ohne Halt durchfuhr.
Am Morgen des 5. Septembers 1937 ereignete sich ein schwerer Eisenbahnunfall im Bahnhof Holzheim. Ein mit 800 Pilgern besetzter Sonderzug vom Bahnhof Rommerskirchen zum Wallfahrtsort Kevelaer entgleiste, 17 Menschen starben, 18 Menschen wurden schwer verletzt, weitere leicht.

### Fahrplan-Erweiterungen der Nachkriegszeit

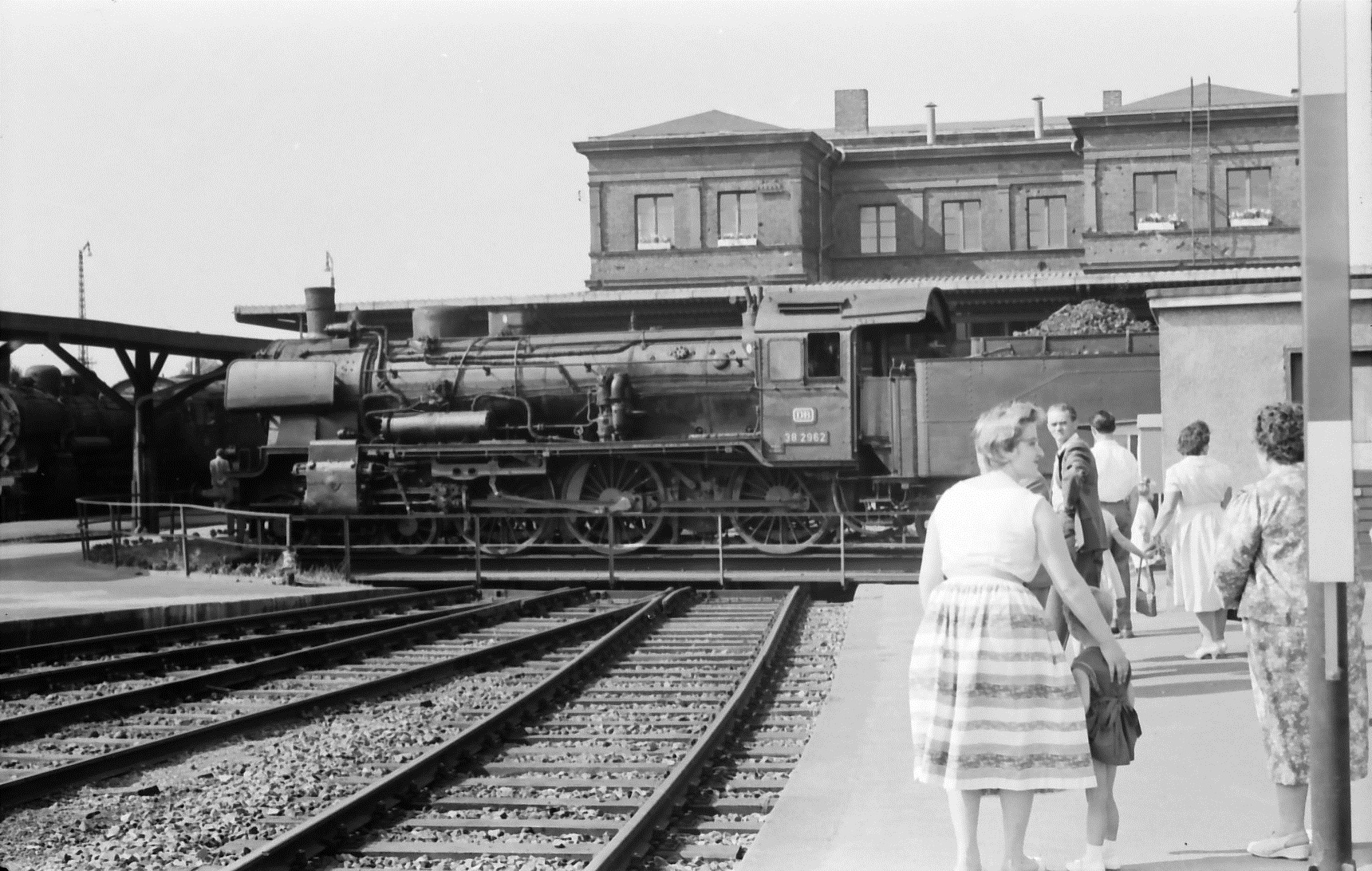
Bahnhof Düren, 1965: Züge aus Neuss endeten meist auf Gleis 17 oder 19, an deren Ende die Drehscheibe

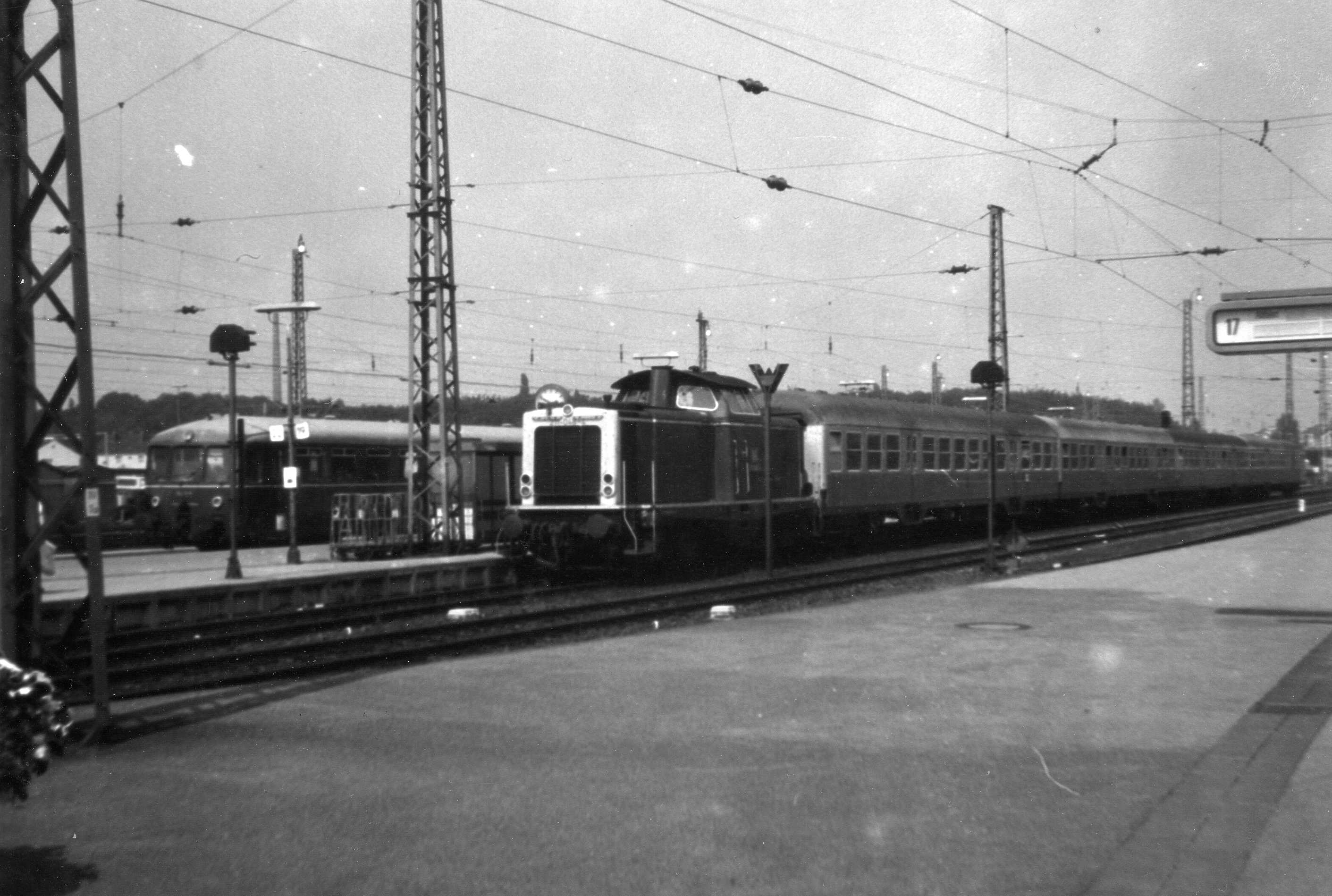
Bahnhof Düren im August 1981: Diesellok mit Zug N 8124 von Neuss auf Gleis 19, wird als N 8125 nach Düsseldorf zurückfahren, links Akkutriebwagen als Nt 8072 von Jülich auf Gleis 22

Nach dem Zweiten Weltkrieg wurde das durch die Kriegsfolgen stark zurückgegangene Zugangebot sukzessive wieder aufgebaut und erweitert. So weist der Winterfahrplan 1952/53 sogar zwei morgendliche durchgehende Züge von Jülich über die Strecke Ameln – Bedburg bis nach Neuss aus. In den 1950er-Jahren stieg auch die Zahl der von/bis Düsseldorf durchfahrenden Züge. 1953 wurde der Personenverkehr auf der von Bedburg abzweigenden Strecke nach Ameln eingestellt, 1963 der Sonntagsbetrieb auf der Erftbahn von Bedburg über Bergheim nach Horrem. Aufgrund der damals nur sehr geringen Verflechtungen der Zugläufe mit der Erftbahn hatte dies jedoch praktisch keine Auswirkungen auf die Strecke Düren – Neuss.

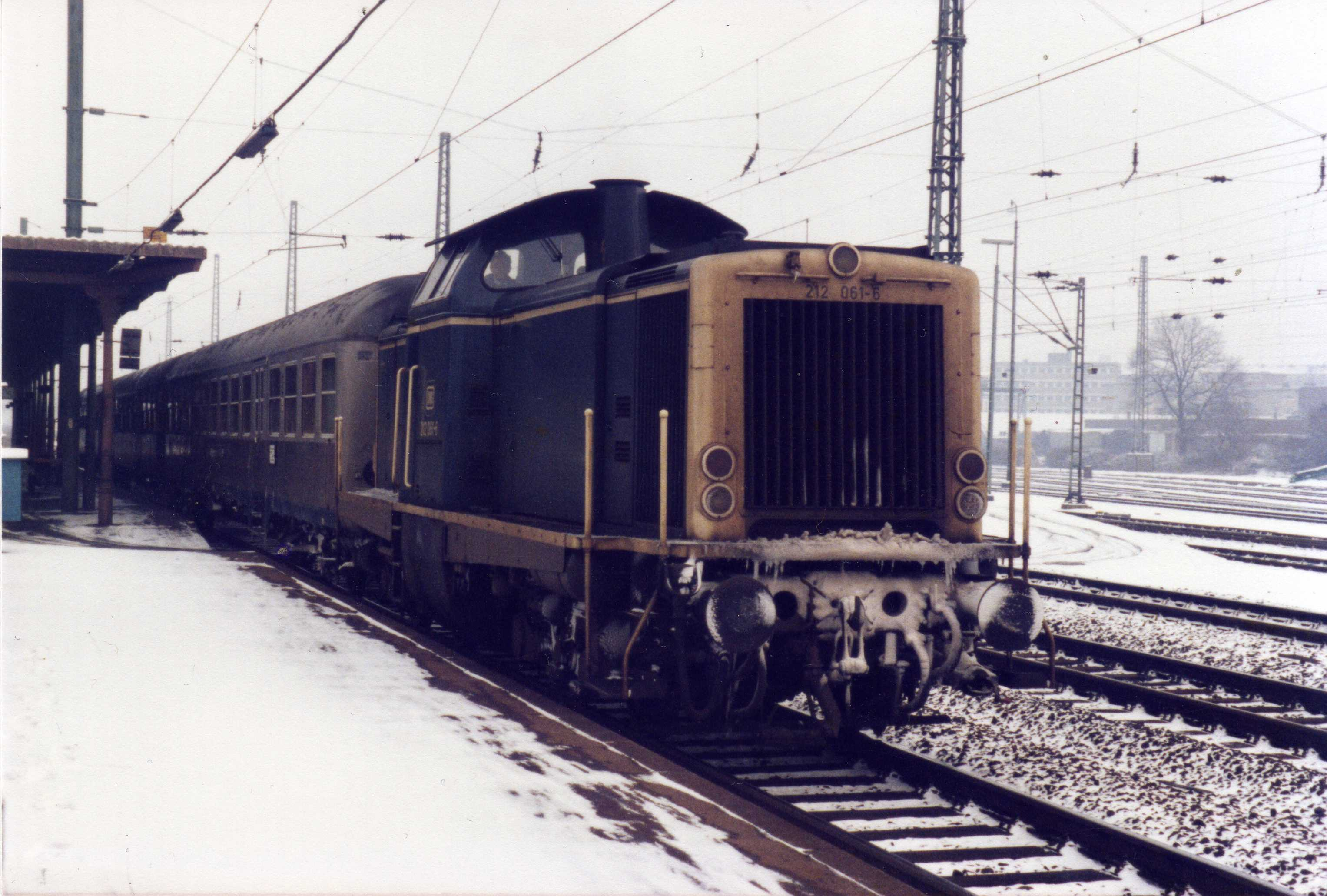
Durchgehende Züge von Düsseldorf nach Heimbach hielten in Düren an Gleis 1 (hier N 8120 am 6. Februar 1986) oder Gleis 21.

Zu Beginn der 1950er-Jahre richtete die junge Deutsche Bundesbahn (DB) auf vielen Strecken, die hauptsächlich dem lokalen und regionalen Verkehr dienten, neue sogenannte Städteschnellverkehrszüge (S) mit nur wenigen Unterwegshalten ein. Der Erfolg war allerdings nicht überall befriedigend. So wurde zum Beispiel das im September 1951 geschaffene Städteschnellverkehrszugpaar zwischen Stolberg-Hammer (Altstadt) und Mönchengladbach über Jülich bereits im Mai 1952 wieder gestrichen. Auch zwischen Düren und Düsseldorf wurde an Werktagen morgens und abends je ein Städteschnellverkehrszugpaar angeboten, das nur in Elsdorf, Bedburg, Grevenbroich und Neuss hielt, aber ebenfalls bald wieder aus dem Fahrplan verschwand, während sich die Verbindung von Aachen über Düren und Euskirchen nach Bonn, später als Eilzug bezeichnet, immerhin zwei Jahrzehnte lang hielt. Doch tauchten auch auf der Strecke Düren – Neuss von Jahr zu Jahr immer wieder vereinzelt Eilzüge auf, die nicht in allen Stationen anhielten. Oft verkehrten sie jedoch nur auf Teilabschnitten als Eilzug, z. B. zwischen Düren und Grevenbroich, so dass sie de facto nur die zwei Halte zwischen Bedburg und Grevenbroich ausließen. In Elsdorf hielten die allermeisten Eilzüge. Hauptzweck dieser Maßnahme war offensichtlich nicht mehr, kürzere Reisezeiten zu erzielen, sondern eher, einen bestimmten eingleisigen Teilabschnitt so rasch zu überwinden, dass die beiden davor und danach verkehrenden Gegenzüge möglichst wenig behindert wurden. In der Regel fuhren im Laufe der Jahre nicht mehr als drei Züge pro Tag und Richtung als (Teil-)Eilzug, der letzte Eilzug verkehrte hier am 22. Mai 1982.
In den 1960er-Jahren wurde für einige Fahrplanperioden in den Sommermonaten an Samstagen ein Autoreisezug mit Schlaf- und Liegewagen von Avignon nach Düsseldorf und zurück über die Strecke Düren – Neuss geleitet. Da dieser Zug nur an Autoverladebahnhöfen halten musste – zwischen Düsseldorf und Aachen also gar nicht – und bis 1966 weder die Hauptstrecke über Köln noch die über Mönchengladbach elektrifiziert waren, nahm dieser mit einer Schnellzugdampflok der Baureihe 03 bespannte Zug den weniger dicht befahrenen und für immerhin 100 km/h ausgebauten Weg über Bedburg. Diese Geschwindigkeit entsprach damals auch in etwa der zulässigen Höchstgeschwindigkeit für Autoreisezüge.
Weiterhin neu in den 1960ern war ein direkter nachmittäglicher Nahverkehrszug von Neuss über Düren nach Aachen, der allerdings nach wenigen Jahren wieder aus dem Fahrplan verschwand. Eine Konstante blieb hingegen der sonntägliche Direktzug Düsseldorf – Heimbach. Von diesen Ausnahmen abgesehen reichte der Personenverkehr bis in die 1970er-Jahre also nie nennenswert über die Kernstrecke Düren – Düsseldorf hinaus.
Bis 1976 verlief die Strecke zwischen Gustorf und Bedburg über eine andere Trasse, wobei zwischen den beiden Stationen noch der Bahnhof Harff und der erst 1971 eröffnete Haltepunkt Kaster lagen. Infolge des Braunkohleabbaus der Rheinischen Braunkohlewerke (Rheinbraun) mussten Harff und die Bahnlinie dem Tagebau weichen. Die Bahnlinie zwischen Gustorf und Bedburg wurde verlegt. Zwischen beiden Orten entstand der Bahnhof Neurath, der aber kein Personenbahnhof war, sondern als Betriebsbahnhof zur Zugkreuzung diente. Ungefähr 20 Jahre später baute die Deutsche Bahn 1995 den Bahnhof Neurath zurück, da die mittlerweile erfolgte konsequente Vertaktung des Zugangebots ihn überflüssig machte. Die Streckenführung sollte nach Beendigung des Tagebaus wieder auf die alte Trasse gelegt werden, um den Ort Kaster wieder an die Bahnstrecke anzubinden. Dieses Vorhaben ist jedoch bis heute nicht umgesetzt worden.
In den 1970er- und 1980er-Jahren erhöhte sich stetig die Zahl der von und nach Heimbach durchfahrenden Züge, außerdem fuhren fast alle Züge von und nach Düsseldorf, kaum noch Züge endeten in Neuss. Im Sommerfahrplan 1981 verkehrten beispielsweise montags bis freitags 15 Züge von Düren nach Düsseldorf, zwei von Düren nach Neuss, zwei von Grevenbroich nach Düsseldorf und einer von Bedburg nach Neuss. Durchläufe zur Erftbahn gab es bis 1988 nur sehr selten. Über die Heimbacher Durchläufe hinaus gab es jedoch Anfang der 1980er-Jahre einige eher kurzlebige Durchläufe zu anderen Strecken. So wurde im Sommer 1980 ein nachmittäglicher Zug von Düren über Grevenbroich nach Mönchengladbach eingelegt, offenbar als Ersatz für die Züge von Düren über Jülich nach Mönchengladbach, die wegen der Stilllegung des Abschnitts Jülich – Hochneukirch nun nicht mehr verkehren konnten. Mehrere Jahre lang gab es frühmorgens einen Zug von Grevenbroich nach Wuppertal-Wichlinghausen (ab 1983 nach Krefeld). Den Entfernungsrekord im Regionalverkehr hält ein morgendlicher Zug von Düren über Düsseldorf, Dorsten und Coesfeld nach Rheine, der von Juni 1980 bis Mai 1982 verkehrte und von einem im Bereich der Städte Köln, Düsseldorf und Aachen völlig unüblichen Dieseltriebwagen der Baureihe 624 gefahren wurde, welche in Westfalen in größerer Zahl stationiert waren. Mitte der 1980er-Jahre nahmen diese Durchbindungen wieder ab, lediglich einige wenige Durchläufe zur Erftbahn sowie die etwas zahlreicheren nach Heimbach blieben erhalten: Im Jahresfahrplan 1987/88 fuhren täglich zwei Züge von Düsseldorf bis Heimbach und vier von Heimbach bis Düsseldorf, samstags jeweils einer mehr.

### Niedergang des Abschnitts Düren – Bedburg

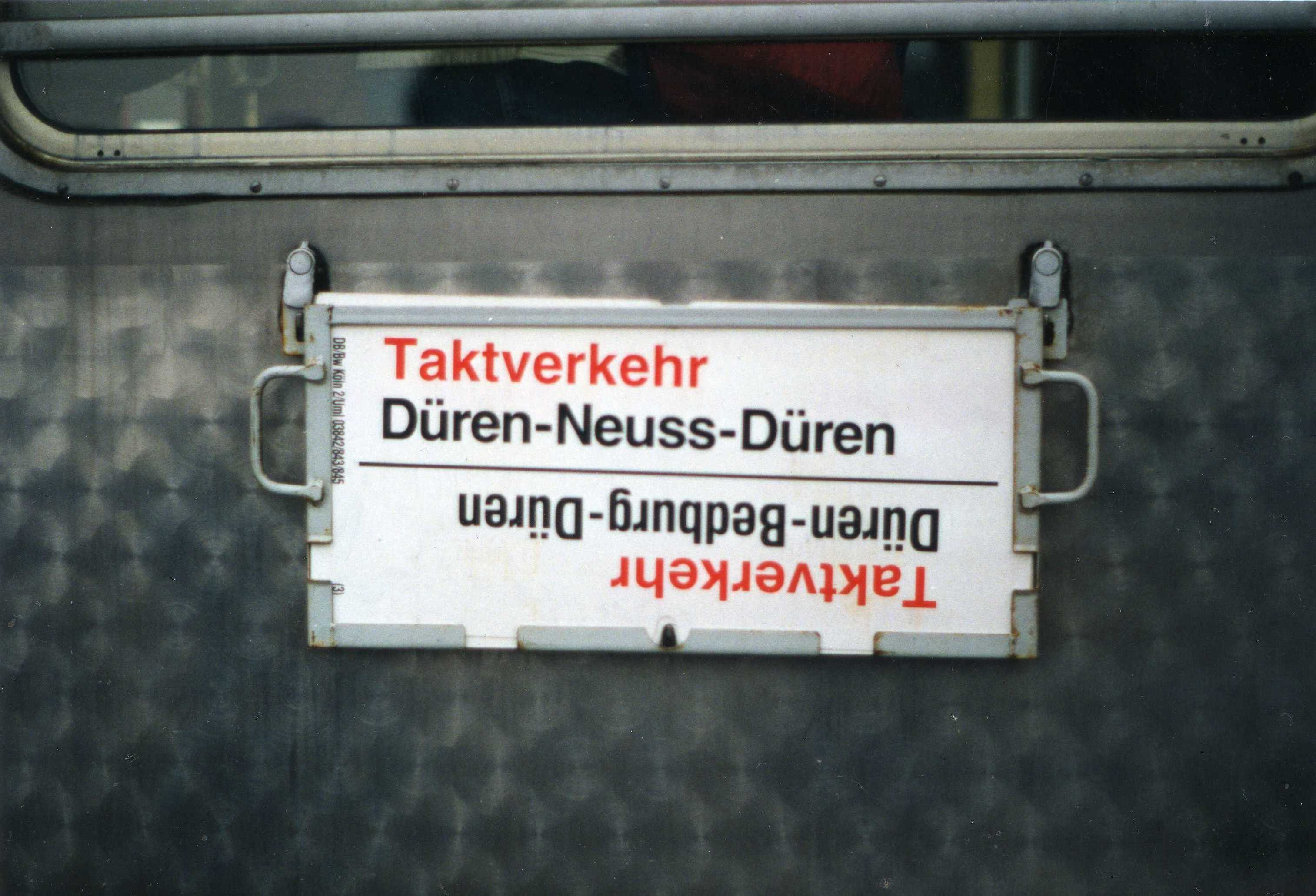
Zuglaufschild eines Silberling-Wagens, der bis 1995 zwischen Düren und Bedburg bzw. Neuss fuhr

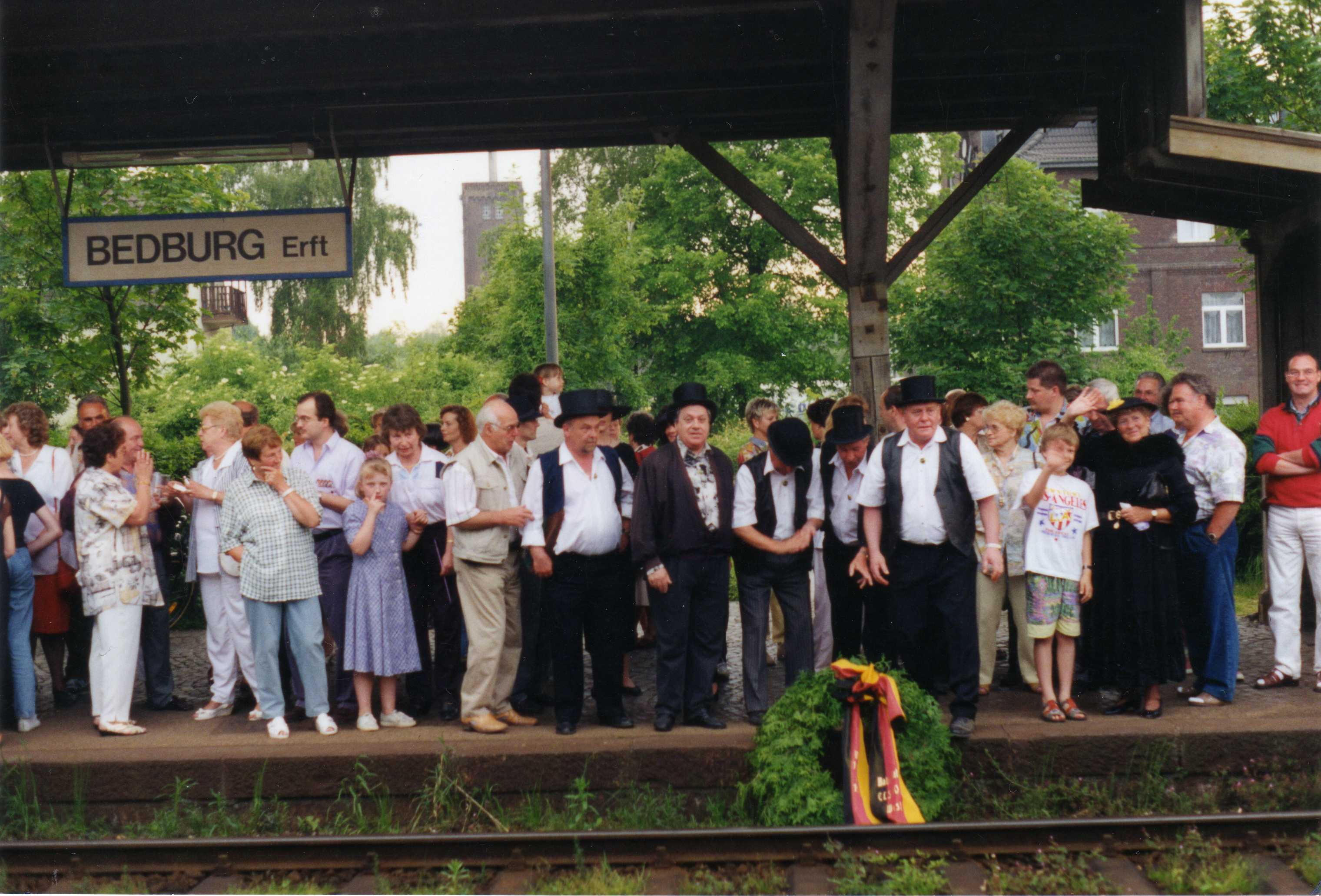
Bahnsteig Bedburg vor Abfahrt des letzten Personenzuges nach Düren am 27. Mai 1995

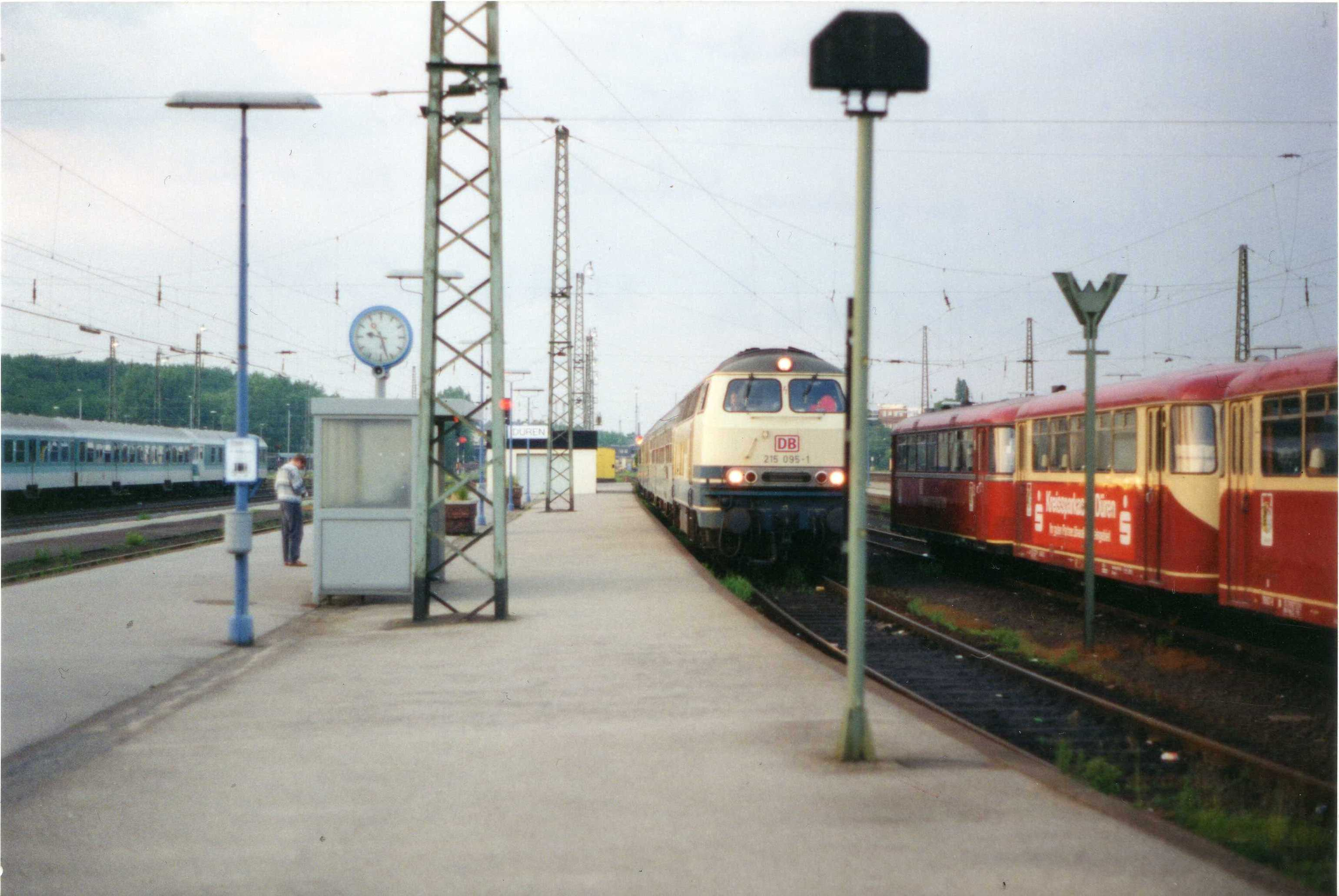
Um 21:22 Uhr traf der letzte Personenzug aus Neuss über Elsdorf in Düren auf Gleis 19 ein: N 8486 mit Lok 215 095-1

Mit der Inbetriebnahme der sogenannten Ost-West-S-Bahn (S 8) am 29. Mai 1988 wurde auch das Fahrplankonzept der Strecke Düren – Neuss angepasst. Die neue S-Bahn-Linie zwischen Mönchengladbach, Neuss, Düsseldorf und Hagen verkehrte im 20-Minuten-Takt und übernahm auf vielen Streckenabschnitten die Leistungen der bisherigen Nahverkehrszüge. Daher wurden die meisten Zugläufe Düren – Düsseldorf auf den Laufweg Düren – Neuss gekürzt. Zudem wurde auf dem verbliebenen Abschnitt Düren – Neuss ein Taktfahrplan eingerichtet. Dies war zur damaligen Zeit im Regionalverkehr eine seltene Ausnahme, da bei der Bundesbahn vor 1991 fast nur S-Bahnen und Intercitys im Takt verkehrten.
Weil ein 20-Minuten-Takt von Neuss in Richtung Düren überdimensioniert gewesen wäre, erhielt nur jede zweite S-Bahn Anschluss, so dass zwischen Neuss und Grevenbroich ein 40-Minuten-Takt gefahren wurde. Weiter bis Düren fuhr wiederum nur jeder zweite Zug, so dass sich zwischen Grevenbroich und Düren ein für die Fahrgäste nicht sehr gut merkbarer 80-Minuten-Takt ergab. Zur morgendlichen Hauptverkehrszeit gab es einige Taktabweichungen und Taktverdichterzüge. Während des nachmittäglichen Berufsverkehrs wurde der 80-Minuten-Takt zumindest zwischen Bedburg und Neuss auf einen 40-Minuten-Takt verdichtet. Im Grunde zeigte sich schon hier, wie die weitere Entwicklung der Strecke in den kommenden sieben Jahren verlaufen würde, das Ende des Abschnitts Düren – Bedburg war durch den in den 1970er-Jahren genehmigten Tagebau Hambach sowieso abzusehen. Sonntags wurde die gesamte Strecke im Zweistundentakt befahren. Außerdem wurden 1988 wieder einzelne Direktverbindungen von Horrem nach Neuss im Berufsverkehr angeboten. Durchgehende Züge von und nach Heimbach gab es zwar weiterhin, allerdings weniger als bislang und zumeist nur ab/bis Neuss statt Düsseldorf. Ihre Zahl sank im Lauf der nächsten Jahre weiter, der Jahresfahrplan 1990/91 verzeichnet gerade noch eine tägliche Direktverbindung nach Heimbach und zwei zurück, samstags in beiden Richtungen drei.
Zum 2. Juni 1991, als DB-weit auch im Regionalverkehr Taktfahrpläne eingeführt wurden, wurde das Bedienungskonzept der Strecke Düren – Neuss grundlegend geändert. Die Züge fuhren nun im Stundentakt durchgehend von Neuss nach Horrem, allerdings nur an Werktagen, da auf der Erftbahn seit fast drei Jahrzehnten ab Samstag Nachmittag der Betrieb ruhte. Zwischen Neuss und Grevenbroich wurde der Takt wochentags mit einem 20/40-Minuten-Wechseltakt auf zwei Züge pro Stunde verdichtet, auf der Erftbahn wurde weitgehend ein Halbstundentakt gefahren, und die bisher dort herrschende Zugpause von 9 bis 12 Uhr entfiel. Durch diese Umstellung erhielten die Zwischenstationen nördlich von Bedburg eine stark verbesserte Anbindung in Richtung Köln. Da Köln nicht nur größer ist als Aachen, sondern auch näher an diesen Stationen liegt, war hier eine größere Nachfrage zu erwarten als mit der bisherigen Ausrichtung nach Düren und Aachen. Außerdem verbesserte sich natürlich die Anbindung der Erftbahn an das Pendlerziel Düsseldorf.
Kehrseite war jedoch, dass alle durchgehenden Züge Richtung Heimbach entfielen. Außerdem wurde der Abschnitt Bedburg – Düren nur noch als isolierter Pendelverkehr betrieben, nunmehr allerdings ebenfalls stündlich, auch sonntags. Gegenüber der 1991 neu eingerichteten stündlichen Eilzugverbindung (Aachen –) Düren – Köln – Düsseldorf (– Dortmund, heutige Regional-Express-Linie RE 1) wurde die der Luftlinie folgende Verbindung von Düren über Bedburg und Neuss nach Düsseldorf wegen des nun zweimaligen Umsteigens jedoch völlig unattraktiv. Erschwerend hinzu kam, dass die Anschlüsse in Bedburg aufgrund fahrplantechnischer Zwänge immer nur in eine Richtung passten: vormittags von Düren nach Neuss, nachmittags umgekehrt – ansonsten mussten Umsteiger in Bedburg über 30 Minuten warten.
Ab 31. Mai 1992 wurde dieser Zustand abgemildert: Samstag nachmittags und sonntags wurden nun wieder durchgehende Züge zwischen Düren und Neuss angeboten. Werktags hingegen blieb die beschriebene Umsteigesituation in Bedburg bestehen. Die Strecke Düren – Bedburg war somit eine der wenigen, die bis zu ihrer Stilllegung im Takt und an allen Tagen der Woche befahren wurden. Wochenend-Direktverbindungen nach Heimbach wurden nicht wieder eingeführt, zumal der Betrieb der Strecke Düren – Heimbach im Mai 1993 an die Dürener Kreisbahn überging.
Am Abend des 27. Mai 1995 wurde der Personenverkehr zwischen Bedburg und Düren schließlich eingestellt. Am Folgetag wurde nach 32 Jahren der Sonntagsbetrieb auf der Erftbahn zwischen Bedburg und Horrem wieder aufgenommen. Während der letzte Zug in Bedburg und Elsdorf mit öffentlichen Veranstaltungen, Rednern und unter großer Anteilnahme der Bevölkerung verabschiedet und dadurch um 27 Minuten verspätet wurde, nahm man in Düren wenig Notiz von diesem Ereignis. Der Bahnsteiglautsprecher verkündete in knappest möglicher Form: „Düren, hier Bahnhof Düren, Gleis 19. Verspätet eingefahrener Nahverkehrszug endet hier.“
Am 31. Dezember des gleichen Jahres wurde auch der Güterverkehr eingestellt. Die offizielle Stilllegung erfolgte zum 2. Juni 1996. Der Abschnitt Düren – Elsdorf verlief im Bereich des heutigen Braunkohletagebaus Hambach und wurde daher 1997 abgebaut. Der Abschnitt Elsdorf – Bedburg wurde mangels Nachfrage ebenfalls stillgelegt und abgebaut.

### Jüngste Entwicklungen
Ab dem 15. Dezember 2002 wurden die über Bedburg zwischen Neuss und Horrem verkehrenden Züge ganztägig bis Köln verlängert.
Im März 2006 wurde die Strecke zwischen Grevenbroich und Neuss-Holzheim auf neue Ks-Signale umgestellt, die zentral von einem in Duisburg gelegenen elektronischen Stellwerk gesteuert werden. Am 1. November 2007 wurde auch der Rest der Strecke an das elektronische Stellwerk angeschlossen. Bei dieser Gelegenheit wurden alle älteren Bahnübergänge mit Blinklichtern auf den Stand der Technik gebracht. Am mit Vollschranken ausgestatteten Bahnübergang Bahnhofstraße in Holzheim hatte bisher ein Schrankenwärter optisch überprüft, ob die Gleise frei von Fahrzeugen waren, jetzt erledigt dies ein Radarscanner (Gefahrenraum-Freimeldeanlage).

## Betrieb

### Düssel-Erft-Bahn

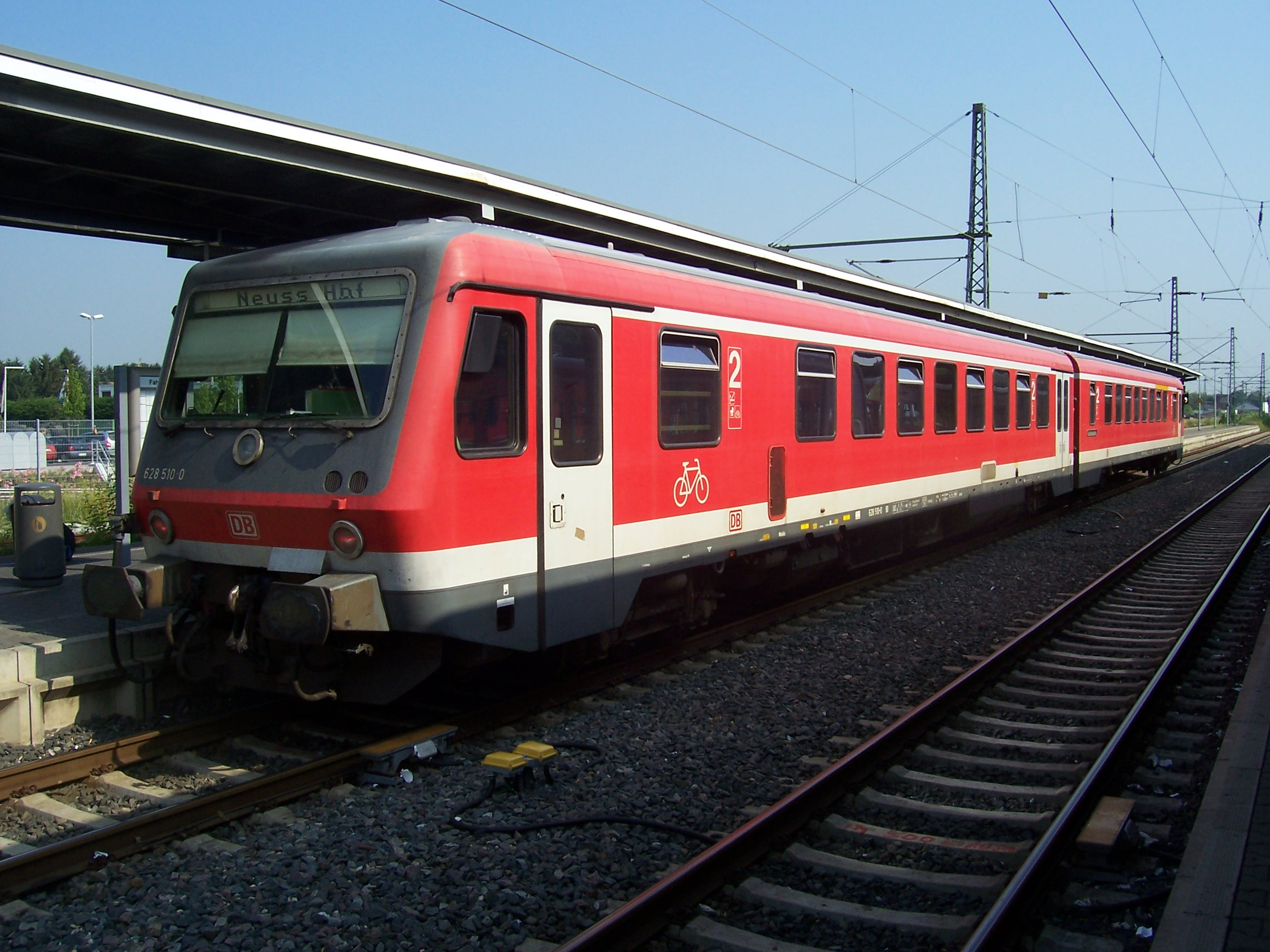
628 als Erft-Bahn im Bahnhof Grevenbroich

Die Regionalbahn RB 39 (Düssel-Erft-Bahn) verkehrt von Düsseldorf Hauptbahnhof über Neuss Hauptbahnhof nach Bedburg. Über die Bahnstrecke Düren–Neuss hinaus wird die Düssel-Erft-Bahn zwischen Neuss und Düsseldorf über die Bahnstrecke Mönchengladbach–Düsseldorf durchgebunden. Sie wird im Halbstundentakt zwischen Neuss und Grevenbroich, sowie im Stundentakt auf der Gesamtstrecke vom privaten Verkehrsunternehmen Vias betrieben.
Bis zum Fahrplanwechsel am 10. Dezember 2017 verkehrte die RB 38 (Erft-Bahn) von Düsseldorf Hauptbahnhof bzw. Neuss (an Wochenenden) über Bedburg hinaus bis Köln Messe/Deutz. Dieser im Verbundraum des Verkehrsverbunds Rhein-Sieg gelegene Abschnitt wurde zum Fahrplanwechsel auf den Abschnitt Bedburg–Köln gekürzt. Fahrgäste, die über Bedburg hinaus fahren möchten, müssen dort nun umsteigen. Grund für diese Teilung sind Planungen des südlich von Bedburg zuständigen Aufgabenträgers Zweckverband Nahverkehr Rheinland, den Abschnitt Bedburg–Köln zu elektrifizieren und als S-Bahn zu betreiben. Des Weiteren entfiel in der Erft-Bahn die erste Klasse. Die Gründe hierfür waren deren geringe Nutzung und die zur Hauptverkehrszeit stets überfüllten Züge.

### Güterverkehr
Am Nord-Ende des Bahnhofs Gustorf existiert eine Verbindung zum ausgedehnten Werksbahnnetz der RWE Power AG (ehemals Rheinbraun). Bildfahrpläne der 1980er-Jahre weisen regelmäßige Güterzüge aus, die hier vom Netz der DB auf das Netz der Rheinbraun und umgekehrt übergehen, sowohl in Richtung Neuss als auch in Richtung Düren. Auch heute noch verkehren zwischen Neuss und Gustorf Züge der Neusser Eisenbahn mit Gips-, Kalk- oder Braunkohlenstaub zur Ver- und Entsorgung der RWE-Kraftwerke. Außerdem bedient DB Schenker von Neuss Gbf aus einen Kunden in Holzheim.
Von Mitte der 1970er bis Mai 1988 gab es mehrmals pro Woche einen über 1000 Tonnen schweren Erzzug von Neuss-Hessentor (Rheinhafen) über Bedburg – Düren – Stolberg nach Weisweiler (zum Schmelzwerk der Gesellschaft für Elektrometallurgie), der allerdings in manchen Jahren den Umweg über Köln-Ehrenfeld nahm, weil der Zug dann weitgehend elektrisch bespannt werden konnte. Bis Mitte der 1970er-Jahre fuhr dieser Zug zumeist den kürzesten Weg über die 1980 stillgelegte Strecke Hochneukirch–Jülich. Weiterhin ist mindestens bis Mitte der 1990er-Jahre lokaler Güterverkehr mit sogenannten Übergabe-Zügen überliefert. Bis Anfang der 1970er-Jahre gab es außerdem einen 1400 t schweren Güterzug (Dg 7866) von Braunschweig über Neuss nach Elsdorf, offenbar zur dortigen Zuckerfabrik.

### Fahrzeugeinsatz

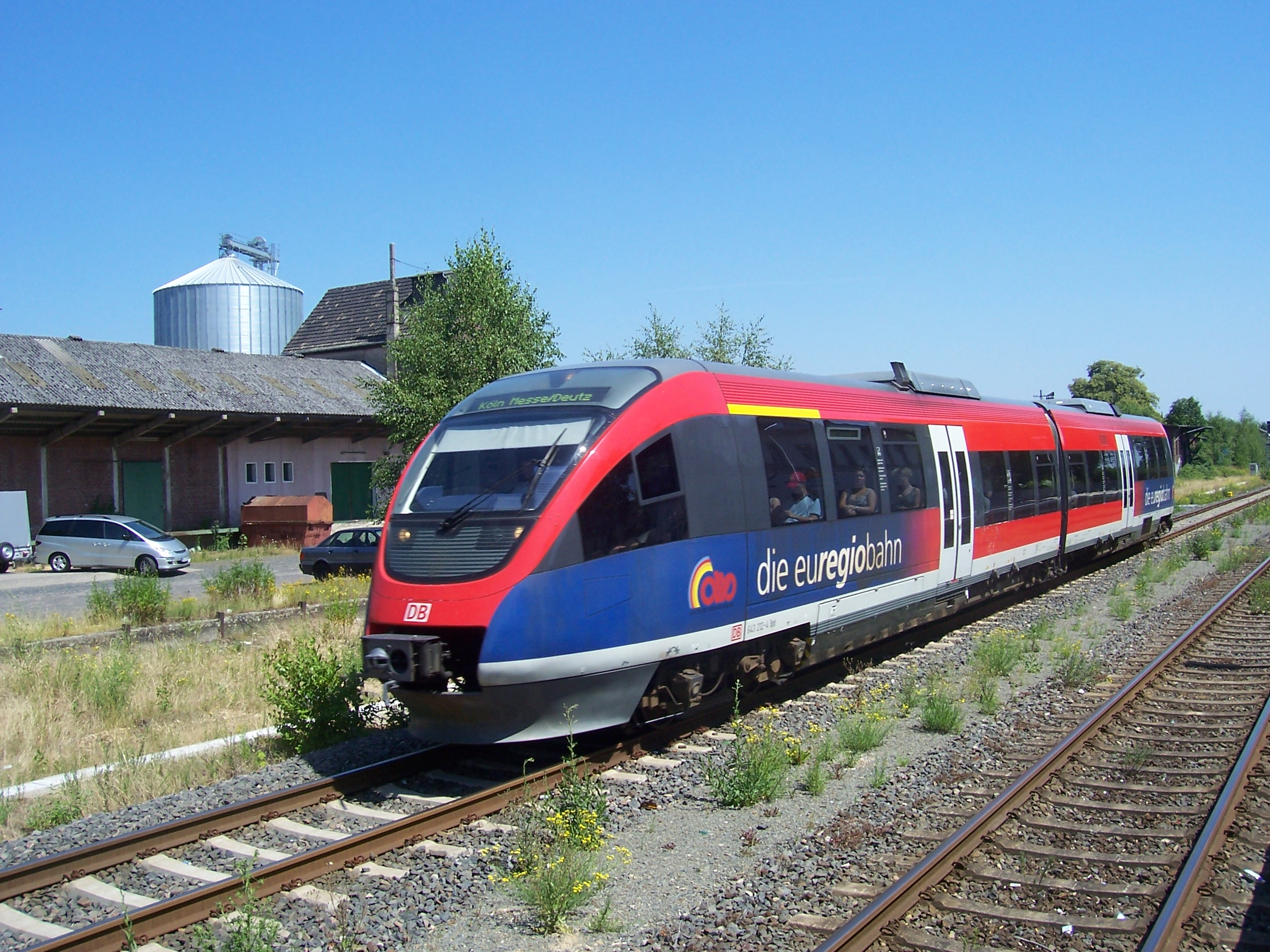
Euregiobahn-Talent in Kapellen-Wevelinghoven

Nach Ende der Dampflokzeit, welches im Bereich der Bundesbahndirektion Köln durch das Dampflok-Abschiedsfest beim Betriebswerk Stolberg am 3./4. April 1976 markiert wurde, wurde der Güterverkehr je nach Last der Züge in der Regel mit Diesellokomotiven der Baureihen 211 und 215, seltener auch 260 und 290 durchgeführt. Der Personenverkehr war schon einige Jahre zuvor komplett auf moderne Traktionsarten umgestellt worden und wurde in den 1970er- und 1980er-Jahren mit Dieselloks der Baureihe 211, Akkutriebwagen der Baureihe 515 und zum Teil auch mit einmotorigen Schienenbussen der Baureihe 795 abgewickelt. Da die Züge jedoch umso voller waren, je näher sie sich an Düsseldorf befanden, kamen die kurzen Schienenbusse nur für Schwachlastzeiten in Frage. Von den 18 Zügen, die im Winterfahrplan 1977/78 montags bis freitags Düren in Richtung Neuss verließen, waren elf Züge lokbespannt, fünf bestanden aus Akkutriebwagen und zwei aus Schienenbussen. Diese Verteilung war typisch für die 1970er-Jahre.
Bis etwa 1980 zogen die Dieselloks auch sogenannte Umbauwagen aus der Nachkriegszeit, zu welchen es keine Steuerwagen gab, so dass die Lok bei jeder Fahrtrichtungsänderung umrangiert werden musste. Nach deren Ausmusterung bestanden die lokbespannten Züge nur noch aus Silberlingen, in der Regel mit Steuerwagen. Das Umrangieren betraf auch die einmotorigen Schienenbusse, deren Beiwagen mangels Führerstand ebenfalls nicht an der Zugspitze laufen konnte. Die Schienenbusse wurden im gesamten linksrheinischen Nordrhein-Westfalen zum Sommerfahrplan 1978 durch andere Fahrzeuge ersetzt. Von Düren aus in Richtung Neuss fuhren dadurch im Sommer 1978 nur noch zwei Akkutriebwagen, alle anderen Züge waren lokbespannt. Ähnlich verhielt es sich in den folgenden Fahrplanperioden bis einschließlich Sommer 1980. Im Winterfahrplan 1980/81 allerdings sind schlagartig 13 von 17 Zügen als (Akku-)Triebwagen gekennzeichnet, im Sommer 1981 und Winter 1981/82 wiederum nur einer von 17 Zügen. Ab 1982 wurden Triebwagen im Kursbuch nicht mehr als solche gekennzeichnet, die Akkutriebwagen verblieben jedoch mindestens bis 1993 auf der Strecke.
In den 1990ern wurden Dieselloks der Baureihe 212 und später der Baureihe 215 zusammen mit Silberlingen eingesetzt. Ende der 1990er-Jahre wurden die lokbespannten Züge durch Dieseltriebwagen der Baureihe 628 ersetzt. 2003 kamen zwei- und dreiteilige Triebwagen der Baureihe 643 (Bombardier Talent) hinzu, sodass bis zum Fahrplanwechsel 2010/2011 beide Fahrzeugtypen eingesetzt wurden.
Bis 2024 wurden auf der Erftbahn ausschließlich Triebwagen der Baureihe 644 eingesetzt, meist in Doppeltraktion. Auf dem Kurzpendel zwischen Düsseldorf/Neuss und Grevenbroich verkehrt sie bis zur Betriebsübernahme durch Vias in Einzeltraktion.
Seit der Einführung der Linie RB39 auf dem nördlichen Streckenabschnitt setzt Vias Dieseltriebzüge des Typs LINT vom Hersteller Alstom in 2-teiliger Ausführung (Baureihe 622) ein. Seit Sommer 2024 nutzt die Deutsche Bahn auf dem von ihr betriebenen, als RB38 geführten, südlichen Abschnitt ebenfalls LINT-Triebzüge ein, hier allerdings in 3-teiliger Ausführung (Baureihe 620).

### Ausblick
Die Strecke sollte laut Planungen der 1990er-Jahre (Zielnetz 2015) in das Netz der S-Bahn Rhein-Ruhr aufgenommen werden und eine unter der Linienbezeichnung S 18 verkehrende S-Bahn-Linie von Horrem über Bedburg nach Düsseldorf verlaufen. Dies bedeutet, dass die Strecke ausgebaut und elektrifiziert werden muss. Des Weiteren sind bei Umsetzung der Linie S 18 die beiden neuen Haltepunkte Neuss Polizeidirektion und Neuss Insel Hombroich geplant.
Die Pläne zum S-Bahn-Ausbau werden durch den für den Nordteil zuständigen Verkehrsverbund Rhein-Ruhr nicht mehr weiterverfolgt. Der für den Südteil und die anschließende Erftbahn zuständige Zweckverband Nahverkehr Rheinland (NVR) plant, die S 12 ab Horrem über die Erftbahn nach Bedburg verkehren zu lassen. Die neue Linie RB 39 endet seit dem Fahrplanwechsel im Dezember 2017 von Neuss kommend in Bedburg. Die Linie RB 38 verkehrt weiter zwischen Köln und Bedburg. Vorbehaltlich einer Einigung mit dem VRR soll die S-Bahn die Regionalbahn später bis Grevenbroich ersetzen.
Die Linienführung von Bedburg nach Elsdorf wurde in einem Gutachten endgültig aufgegeben. Die Grundlage der Berechnungen sind täglich je 18 Züge pro Fahrtrichtung bei zugrundegelegten Kosten von zwölf Millionen Euro für eine Reaktivierung der bestehenden Trasse. Auf dieser fuhr 1995 der letzte Personen- und 1996 der letzte Güterzug. Ein weiterer Punkt ist die zu geringe Fahrgastzahl. Nur 490 vermutete Kunden wurden geschätzt.

## Streckenbeschreibung
Die Strecke verläuft von Bedburg bis Neuss Hauptbahnhof neben der Erft. Dabei kreuzt die Bahn zwischen Bedburg und Gustorf die Erft zweimal. Im Abschnitt Gustorf – Bedburg verläuft der Fluss über eine längere Strecke fast parallel zur Bahnlinie. Die Strecke ist überwiegend eingleisig, nur zwischen Grevenbroich und Holzheim ist die Strecke zweigleisig geführt. Ab der Überquerung der Bundesautobahn 57 ist die Strecke bis kurz vor dem Neusser Hauptbahnhof wieder eingleisig. Im Bahnhof Grevenbroich wird die Strecke von der Bahnstrecke Rheydt–Köln-Ehrenfeld gekreuzt.

### Bahnhof Düren

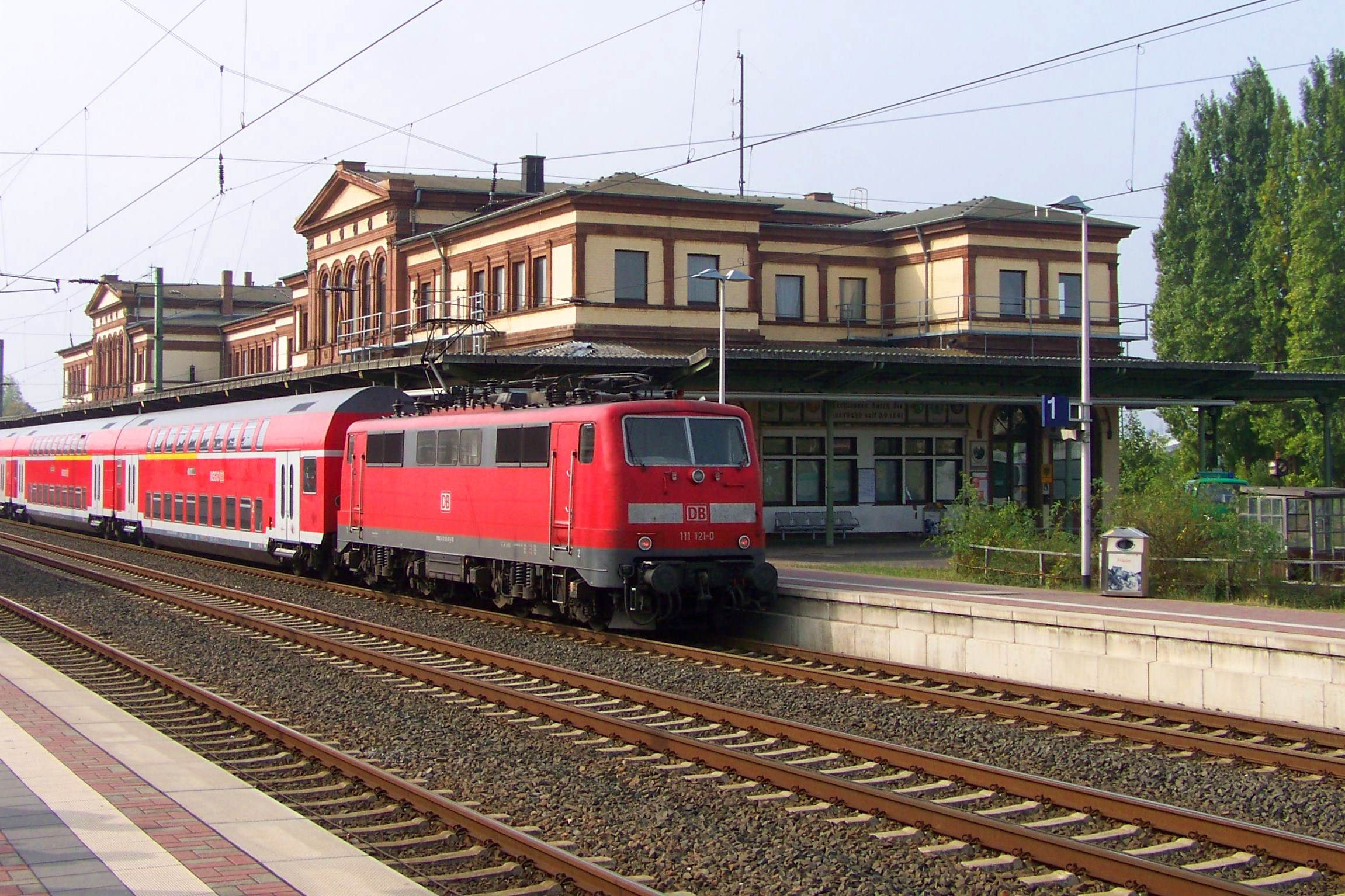
Regionalexpress an Gleis 1 in Düren, rechts die Drehscheibe, vor der die meisten der Züge aus Richtung Bedburg endeten

Über die Bahnstrecke Köln – Aachen ist Düren mit seinem Inselbahnhof seit 1841 an das Eisenbahnnetz angeschlossen. Der Dürener Bahnhof war Ausgangspunkt für Staatsbahnstrecken in insgesamt sechs Richtungen zuzüglich einer nur für Güterzüge und Betriebsfahrten genutzten Gleisverbindung zur Zentralwerkstatt der Dürener Kreisbahn in Distelrath. Hinzu kamen bis 1965 die Straßenbahnstrecken der privaten meterspurigen Dürener Eisenbahn AG Richtung Inden sowie bis 1944 der kreiseigenen normalspurigen Dürener Kreisbahn Richtung Innenstadt und Süden/Südosten. 1983 stellte die Bundesbahn den Personenverkehr in Richtung Euskirchen ein. Auch die Strecken nach Jülich und Heimbach sollten stillgelegt werden, dies verhinderte allerdings der Kreis Düren, indem er sie 1993 selbst übernahm.
Heute bestehen in Düren Anschlüsse zu den Strecken in Richtung Aachen und Köln sowie zur Rurtalbahn (RB 21) nach Jülich / Linnich sowie Heimbach, die inzwischen sowohl im Berufs- wie im Freizeitverkehr stark genutzt werden. Eine direkte Durchfahrt von Linnich nach Heimbach ist allerdings nicht mehr möglich. Außerdem wird die Bördebahn in Richtung Euskirchen im Personenverkehr am Wochenende befahren, im Güterverkehr regelmäßig bis Zülpich. Vom benachbarten Abzweig am Bahnhof Düren verläuft die Zufahrt zur Werkstatt der Rurtalbahn in Distelrath.
Bis zur Stilllegung der Strecke Düren – Bedburg über Elsdorf 1995 fuhren die Züge nach Bedburg beziehungsweise Neuss oder Düsseldorf meist von Gleis 19 oder 17 ab, welche in eine Drehscheibe direkt vor dem Empfangsgebäude mündeten. Dabei diente das dazwischen liegende bahnsteiglose Gleis 18 als Umfahrungsgleis zum Umsetzen der Lokomotiven ankommender Züge und Schienenbusse. Die Gleise 17 bis 19 sind heute nicht mehr vorhanden, ihre ehemalige Lage lässt sich jedoch durch die sie umgebenden und noch bestehenden Bahnsteige der Gleise 1 und 22 sowie die denkmalgeschützte Drehscheibe gut erkennen.
Direkt neben dem Bahnhof befindet sich der zentrale Omnibusbahnhof (ZOB), der neben dem Kaiserplatz am Rathaus ein wichtiger Knotenpunkt für die etwa 40 Stadt- und Regionalbuslinien der Dürener Kreisbahn und der BVR Busverkehr Rheinland ist.

### Güterbahnhof Etzweiler
Einziger markanter Zwischenpunkt auf der rund 15 Kilometer langen Strecke zwischen Elsdorf und Düren ist der am östlichen Rand des sogenannten Bürgewaldes gelegene Bahnhof von Etzweiler (Kilometer 11,2). Dieser war einst ein Bahnhof mit Stellwerk, zwei Überholgleisen und einem Anschlussgleis zum Braunkohlebergwerk bei Morschenich, nicht zu verwechseln mit der 6 Kilometer entfernten Blockstelle Morschenich, die definitionsgemäß keinerlei Weichen aufwies. Der Bahnhof Etzweiler diente nur dem Güterverkehr zur 1955 stillgelegten Schachtanlage Union 103, Personenzüge hielten dort nie. In den 1980er-Jahren wurde der Bahnhof zu einer Blockstelle zurückgebaut. Etzweiler wurde inzwischen nach Neu-Etzweiler bei Elsdorf umgesiedelt und wegen des Tagebaus Hambach abgebaggert.

### Bahnhof Elsdorf (West)

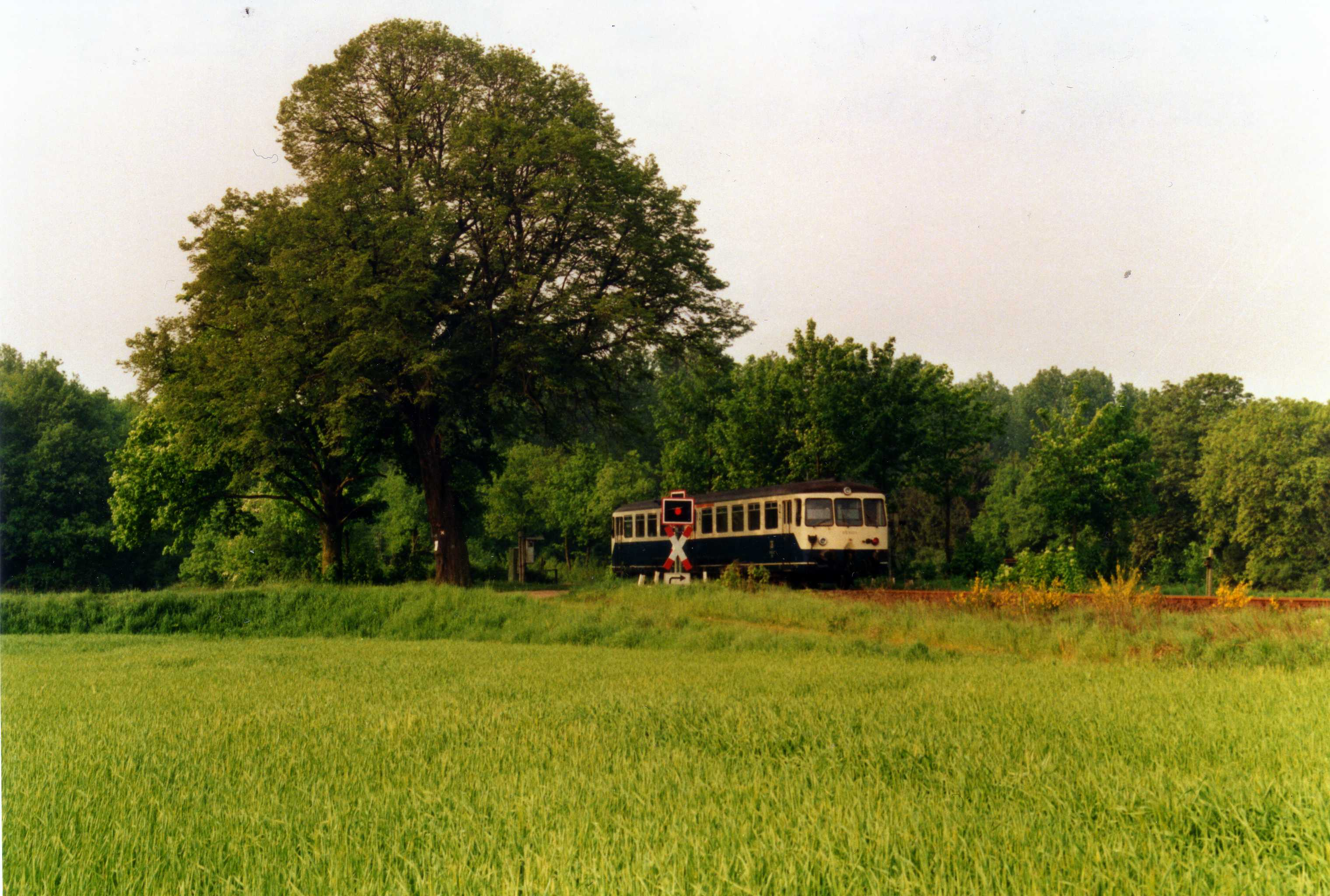
515 zwischen Düren und Elsdorf

Der an der Strecke Düren – Neuss beim Streckenkilometer 14,9 gelegene Bahnhof Elsdorf (Rhld) wurde bis in die 1970er Jahre im Kursbuch als Elsdorf (Rhld) West bezeichnet, da der Ort einen weiteren Bahnhof Elsdorf (Rhld) Ost hatte, von welchem aus bis 1961 Personenzüge und bis 1967 Güterzüge direkt nach Bergheim (Erft) verkehrten. In den 1980er-Jahren wurde das Empfangsgebäude von Elsdorf (West) zusammen mit dem Stellwerk Ent an der Köln-Aachener Straße abgerissen und durch einen kleinen Unterstand ersetzt. Ab dem 27. Mai 1995 wurde der Personenverkehr im Abschnitt Düren – Bedburg eingestellt, am 31. Dezember des gleichen Jahres der Güterverkehr. Die Gesamtstilllegung erfolgte zum 2. Juni 1996. Der Abschnitt Düren – Elsdorf verlief im Bereich des heutigen Braunkohletagebaus Hambach und wurde daher abgebaggert. Der Abschnitt Elsdorf – Bedburg wurde zunächst noch für den Güterverkehr genutzt, später mangels Nachfrage stillgelegt und abgebaut. An der Stelle des damaligen Bahnhofs befindet sich heute ein Parkplatz. Die ehemalige Trasse durch Elsdorf liegt heute brach und soll zukünftig zur Parkanlage (Naherholungsgebiet) für Radfahrer und Spaziergänger umfunktioniert werden. Ein Teil der Trasse ging in den Besitz der Elsdorfer Zuckerfabrik über.

### Bahnhof Bedburg

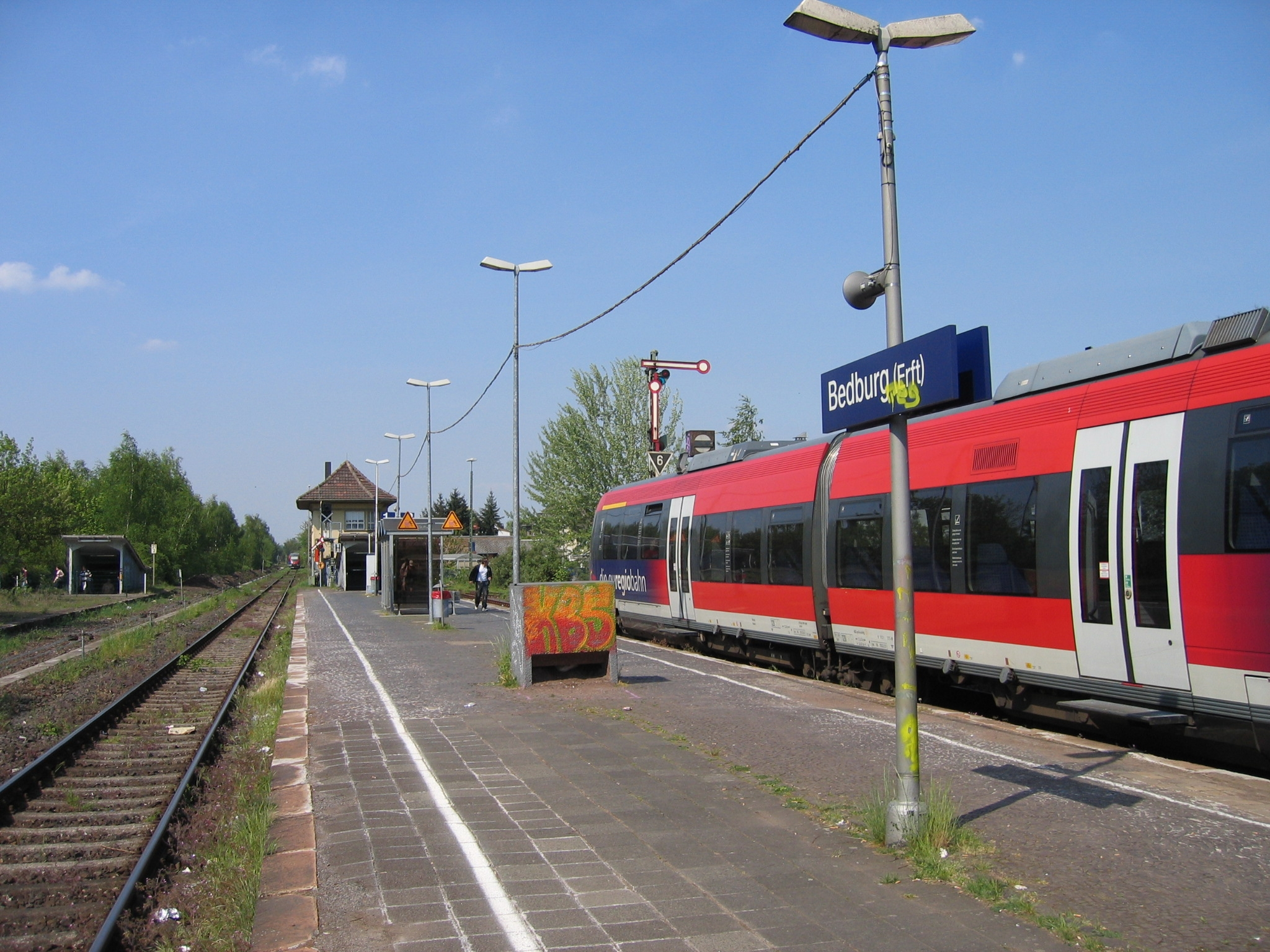
Bahnhof Bedburg

Der Bahnhof Bedburg (Erft) liegt am Streckenkilometer 21,2 und wurde 1869 in Betrieb genommen. 1897 kam die Strecke nach Horrem hinzu. 1898 nahm das Amelner Johännchen auf der Bahnstrecke Bedburg–Ameln den Betrieb auf. Der Bahnhof Bedburg lag an Kilometer 0,2 dieser Strecke. Der Verkehr nach Ameln wurde am 17. März 1953 eingestellt, da sie nicht mehr rentabel war.
Heute lässt sich kaum noch erahnen, wie groß der Bahnhof in Bedburg früher war. Wegen des Tagebaus Hambach wurde der Streckenabschnitt Düren – Bedburg 1995 stillgelegt und anschließend abgebaut. Der noch vorhandene Schotter auf den ehemaligen Trassen erinnert an die umfangreichen Gleisanlagen. Bedburg hatte zwei Stellwerke (Bnf und Bsf). Bsf wurde 1995 mit Stilllegung des Streckenabschnitts bis Düren außer Betrieb genommen und nach einem Brand abgerissen. Bnf übernahm die verbliebenen Weichen und Signale, bis es zur Inbetriebnahme des elektronischen Stellwerks 2007 ebenfalls außer Betrieb ging.

### Haltepunkt Neurath
Bis 1971 hatte Neurath Anschluss an den Personenverkehr mit einem eigenen Haltepunkt am Streckenkilometer 26,5.

### Haltepunkt Frimmersdorf

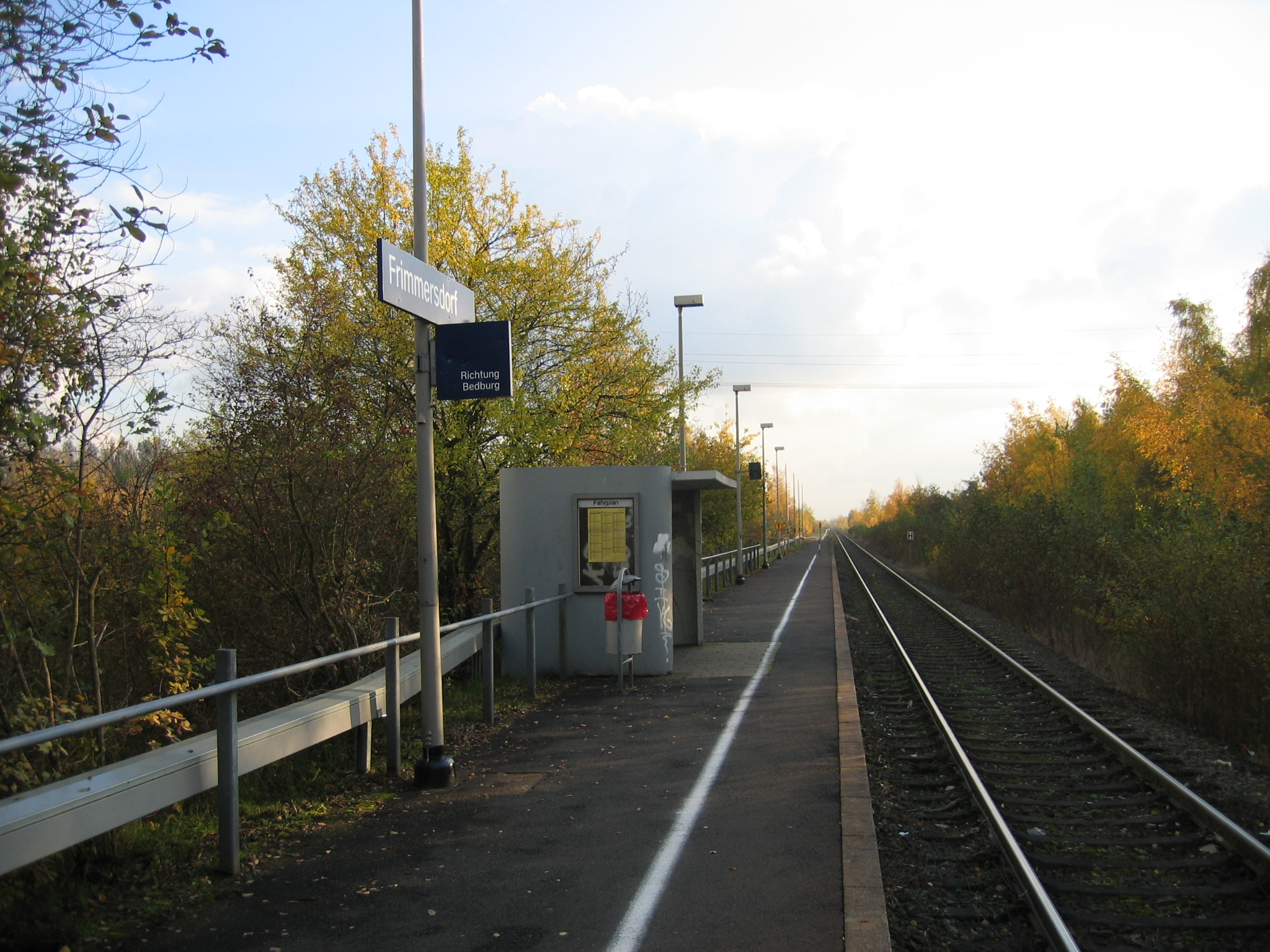
Haltepunkt Frimmersdorf an der Erftbahn

Frimmersdorf verfügt über einen kleinen Haltepunkt am Streckenkilometer 28,6 und hat ein Anschlussgleis zum Kraftwerk Frimmersdorf. Im Januar 1976 wurde der Haltepunkt aufgrund der Verlegung der Strecke neu eröffnet.

### Bahnhöfe Kaster und Harff
Kaster und Harff erhielten im Jahr 1896 jeweils einen Eisenbahnanschluss. Der Bahnhof Harff lag bei km 25,1 und der Bahnhof Kaster bei km 24,0. Durch den Bahnhof wurden Harff und Kaster Haltestationen zum Verladen von landwirtschaftlichen Erzeugnissen und Gütern aus den umliegenden Dörfern. 1975/76 begannen tagebaubedingt die Abbrucharbeiten. Dies betraf auch die beiden Bahnhöfe, weil die Erftbahn verlegt werden musste. Harff und Kaster wurden aufgegeben. Als Ersatz für den Wegfall des Harffer Bahnhofs erhielten die Bürger der Stadt Kaster am 21. Mai 1971 für kurze Zeit einen neu eingerichteten Haltepunkt.
Bis zur Stilllegung des alten Trassenabschnitts am 11. Januar 1976 verliefen die Gleise auch durch Kaster vom Bahnhof Harff kommend, durch das Waldstück Tiergarten, entlang am alten Flussbett der Erft, an Kaster weiter vorbei. Am Friedhof überquerten die Schienen den Bahnübergang Haupt-/St. Rochusstraße. Auf der Rückseite der Albert-Schweitzer-Straße, an den sich der neue Umsiedlungsbereich von Morken-Harff anschloss, verließ die Trasse Kaster und führte an Feldern weiter auf Lipp und Bedburg zu. Der neue Trassenabschnitt der Eisenbahnstrecke verlief seit Ende der 1970er-Jahre mit einem Haltepunkt bei Frimmersdorf durch das rekultivierte Areal des stillgelegten Tagebaus Frimmersdorf, in Richtung Bedburg weiter.

### Haltepunkt Gustorf

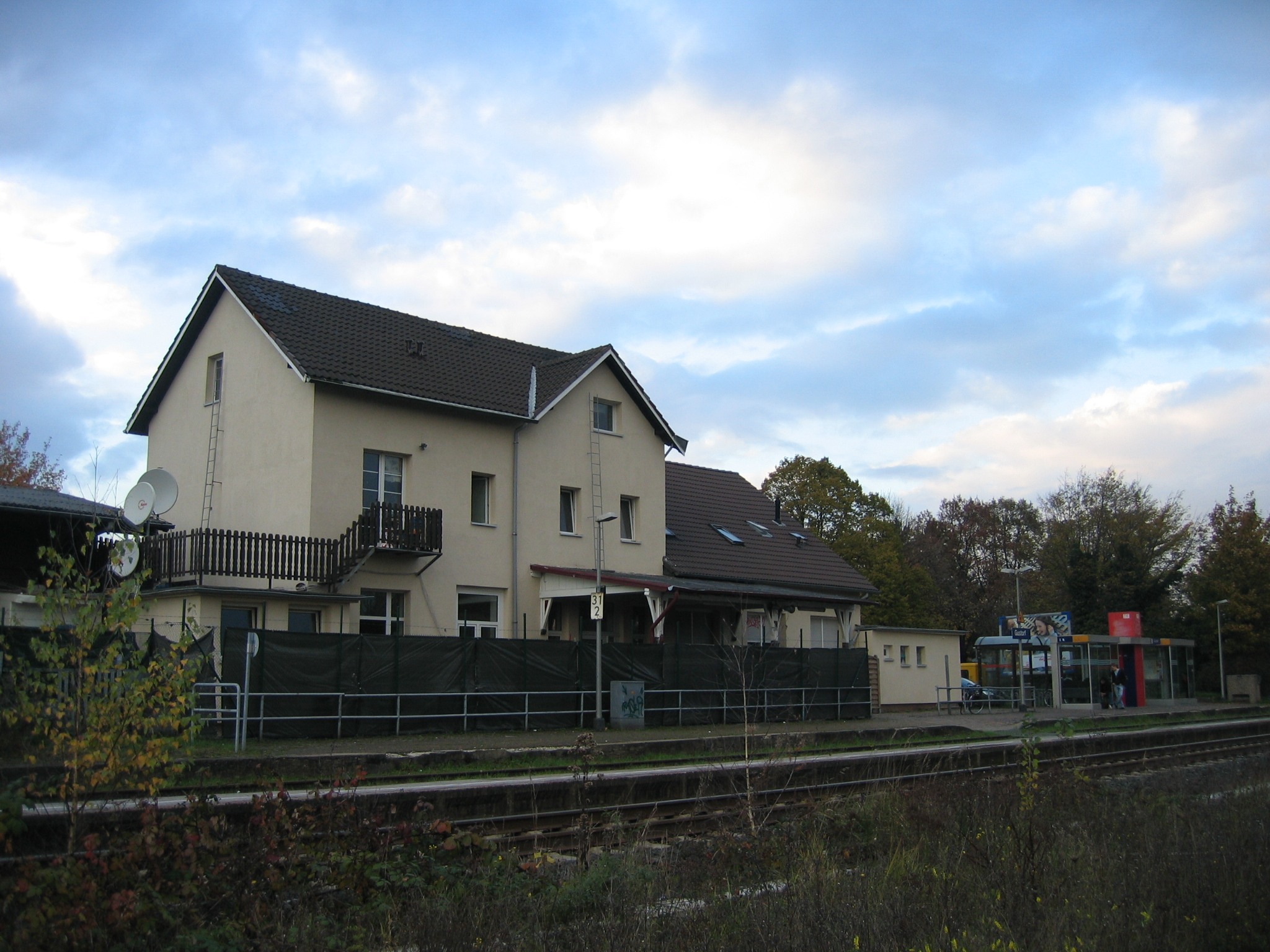
Bahnhof Gustorf

Der Haltepunkt Gustorf wurde 1897 am km 31,2 gebaut und in Betrieb genommen. Direkt hinter der Station zweigt ein Anschlussgleis zum Bahnnetz der RWE Power ab. Gustorf hatte von 1906 bis 2006 zwei kleine Stellwerke in Betrieb, die erhalten sind.
Anzumerken ist, dass bis Mitte der 1970er-Jahre die Strecke zwischen Bedburg und Gustorf anders verlief, weil sie einem Tagebau weichen musste. Es war zwar geplant, die Strecke wieder zurück zu verlegen, dies wurde aber bis heute nicht umgesetzt.

### Bahnhof Grevenbroich

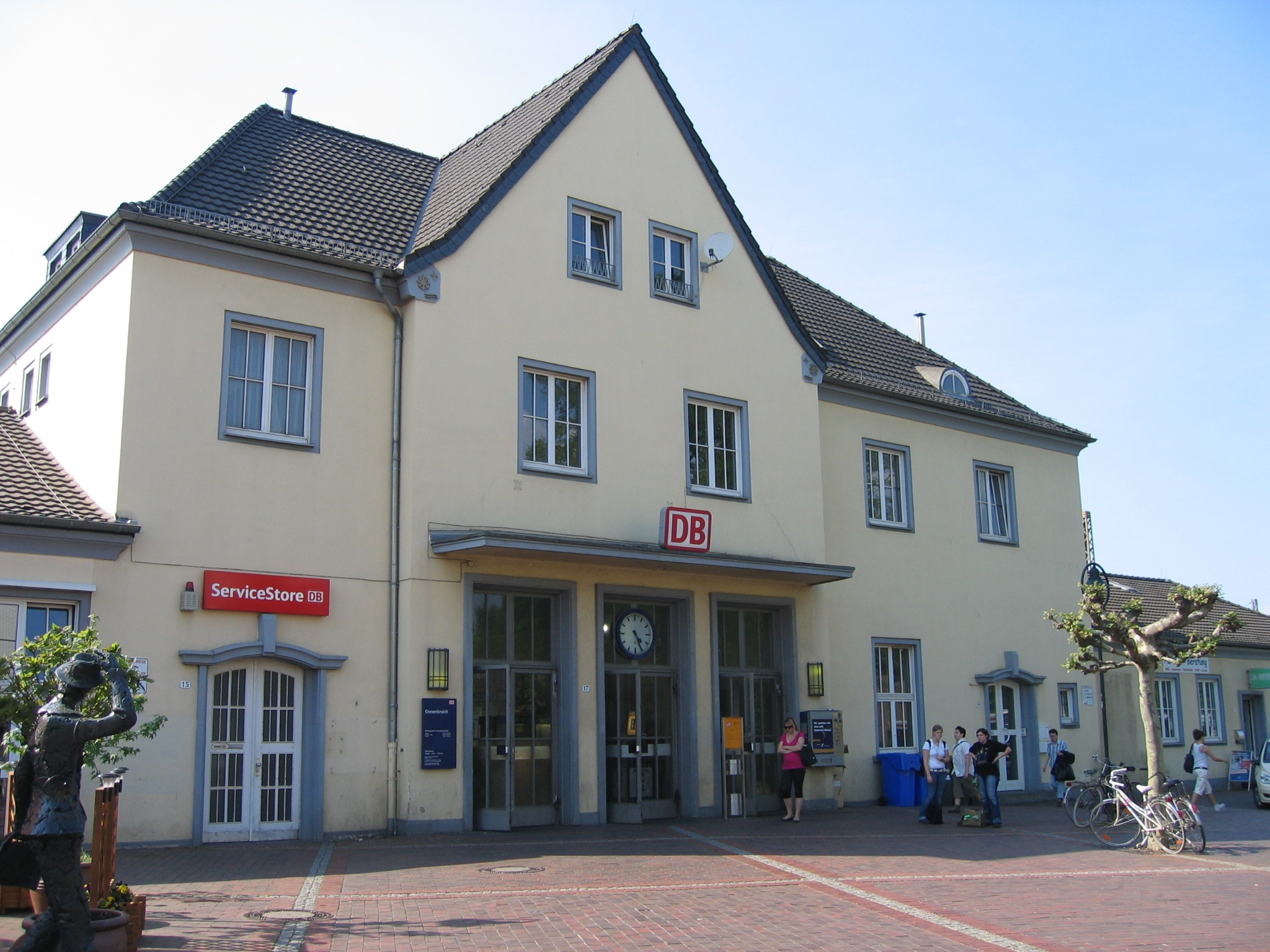
Empfangsgebäude des Bahnhofs Grevenbroich

Der Bahnhof Grevenbroich wurde 1869 am Streckenkilometer 34,3 gebaut und bildet den Knotenpunkt der Bahnstrecke Köln–Mönchengladbach mit der Strecke Düren – Neuss. Er wird von den Linien RB 39 (Düssel-Erft-Bahn), RE 8 (Rhein-Erft-Express) und RB 27 (Rhein-Erft-Bahn) bedient und bietet tagsüber im Halbstundenrhythmus Verbindungen in die Nachbarstädte Düsseldorf und Köln sowie mindestens im Stundentakt nach Mönchengladbach.
Das erste Empfangsgebäude des Bahnhofs Grevenbroich wurde nach dem Zweiten Weltkrieg wegen erheblicher Kriegsschäden abgerissen und 1959 durch ein neues Empfangsgebäude ersetzt, das bis heute existiert.
Neben dem Empfangsgebäude stehen den Reisenden zwei überdachte Mittelbahnsteige zur Verfügung, an denen die Gleise 1 bis 4 abgeschlossen sind. Ferner verfügt der Bahnhof westlich der Bahnsteige über ein Umfahrgleis, den Rest des früheren Güterbahnhofs. Dieser ist in den letzten Jahren abgerissen worden, sodass heute nichts mehr davon vorhanden ist. Lediglich eine große Brachfläche lässt die frühere Ausdehnung erahnen. Mit der Inbetriebnahme des ESTW Grevenbroich für die Strecke Rheydt–Ehrenfeld im Jahr 2007 wurden die Stellwerke Gnf und Gs überflüssig, sind jedoch noch vorhanden.

### Haltepunkt Kapellen-Wevelinghoven

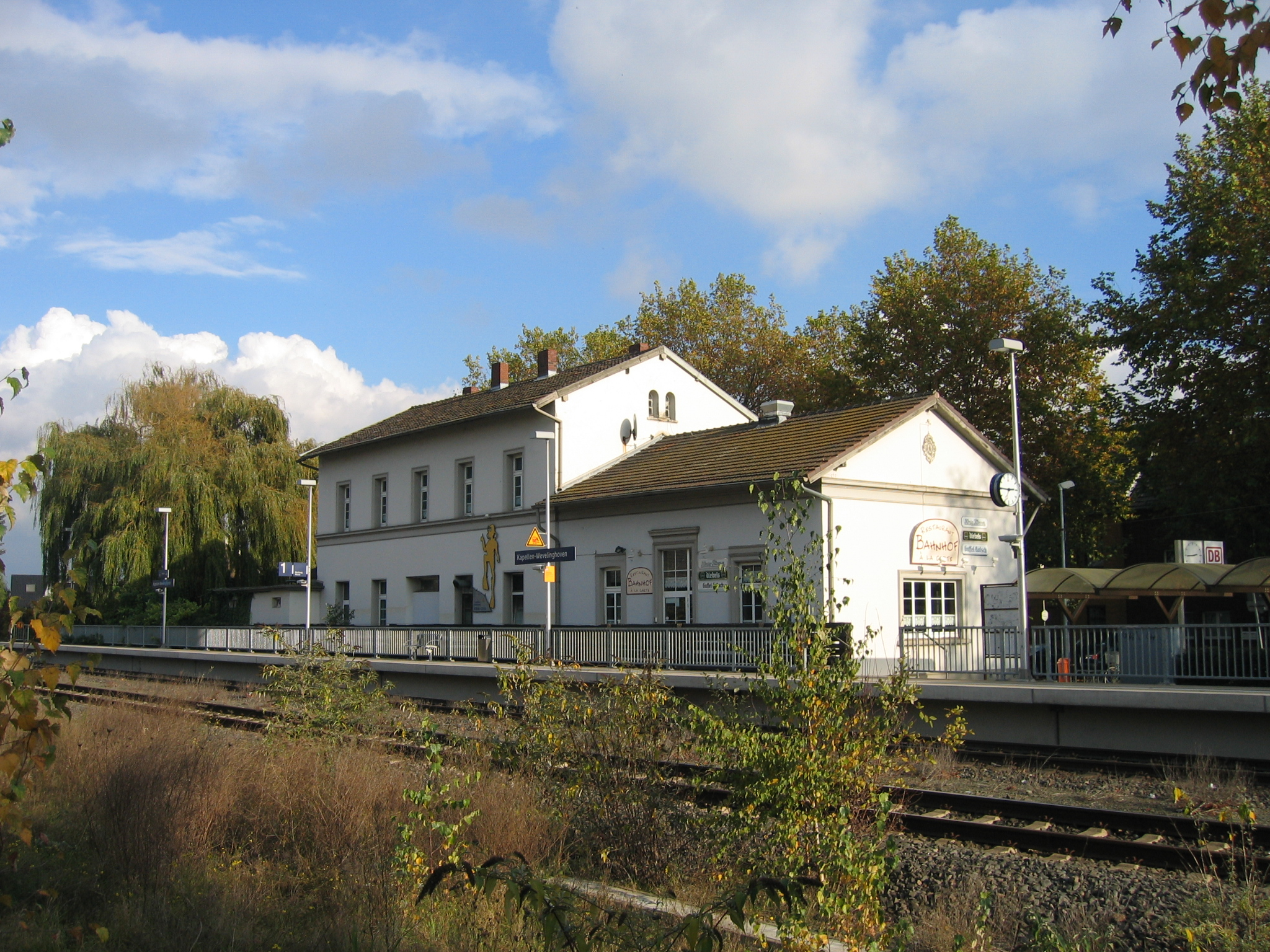
Altes Empfangsgebäude Kapellen-Wevelinghoven

Der Haltepunkt Kapellen-Wevelinghoven bindet den zweitgrößten Stadtteil der Stadt Grevenbroich an die umliegenden Großstädte an. Das ehemalige Empfangsgebäude dient schon lange nicht mehr seiner eigentlichen Nutzung.
Im Rahmen einer Aufwertung im Jahre 2006 wurden moderne Hochbahnsteige und ein neues Wartehäuschen errichtet.

### Bahnhof Holzheim (bei Neuss)

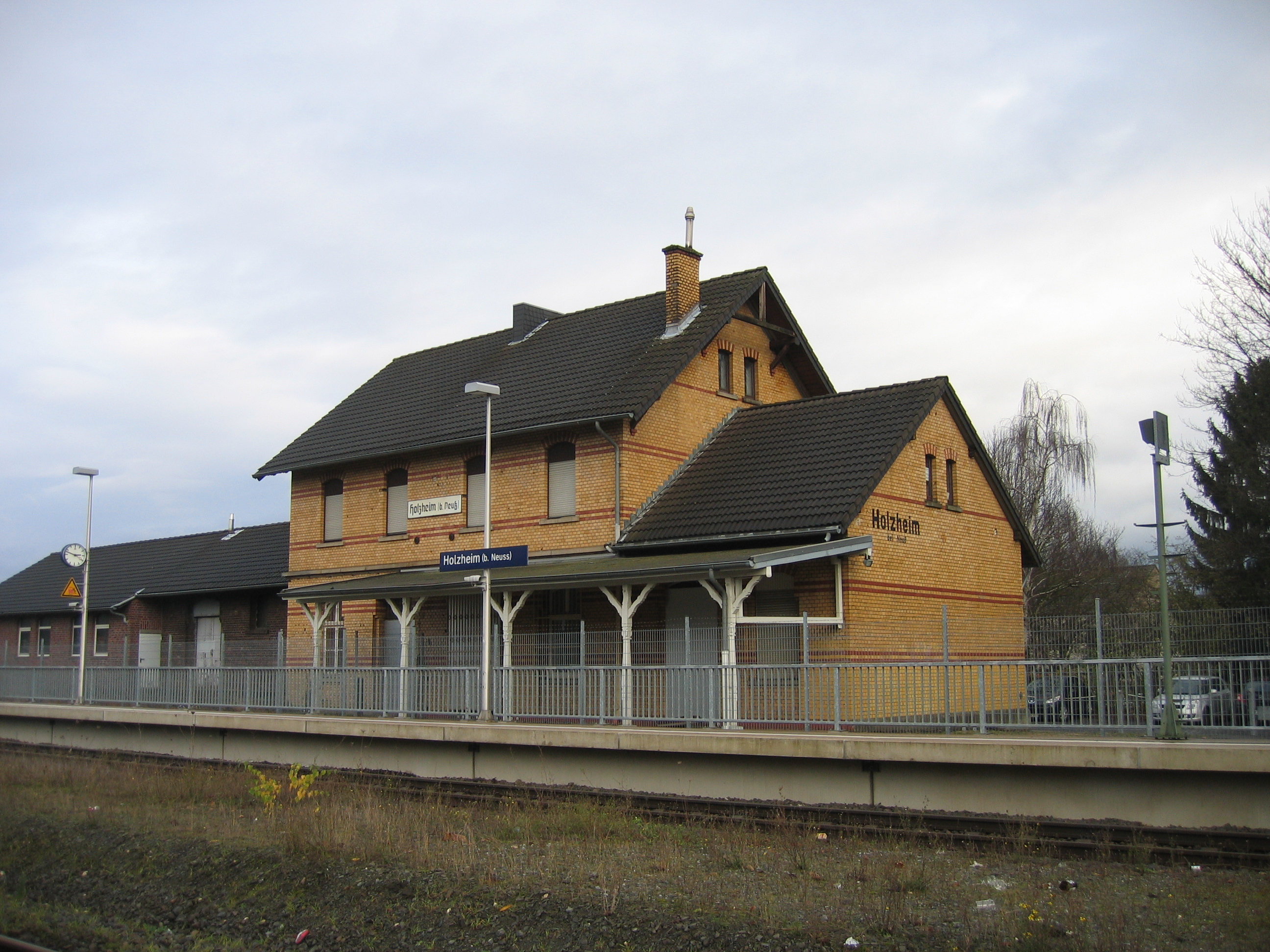
Altes Bahnhofsgebäude des Bahnhofs Holzheim (bei Neuss)

Der Bahnhof Holzheim (bei Neuss) liegt im südwestlich von Neuss gelegenen Holzheim, welches seit 1975 Stadtteil der Stadt Neuss ist. Auch hier ist das historische Bahnhofsgebäude noch erhalten, dient aber schon lange nicht mehr seinem ursprünglichen Zweck.
Bis vor einigen Jahren war der Holzheimer Bahnhof mit einem Schrankenwärter besetzt, welcher die Schrankenanlage unmittelbar am Bahnhof sowie die in der Nähe gelegenen Anrufschranken steuerte. Im Rahmen der Streckensanierung 2006 wurden die Überwege automatisiert und das Personal konnte entfallen. Das Betriebsgebäude wurde, nach auftretendem Vandalismus, wenig später abgerissen. Weiterhin wurde der Bahnhof mit modernen Hochbahnsteigen und einem neuen Wartehäuschen ausgestattet. Auch wurden die Zuwege neu gestaltet, so dass ein Queren der Schienen im Bahnhofsbereich entfiel.

Rund 650 m südwestlich des Bahnhofs sollte der Strategische Bahndamm aus Richtung Neuss ausfädeln.

### Neuss Hauptbahnhof
Der Neusser Hauptbahnhof ist ein 1853 eröffneter Inselbahnhof, der an der Kreuzung der linksniederrheinischen Strecke (Köln–Kleve) und der Bahnstrecke Mönchengladbach–Düsseldorf liegt. Von den beiden Strecken zweigt einerseits die Bahnstrecke Düren–Neuss ab, andererseits die seit 1984 in Kaarst endende Bahnstrecke Neuss–Viersen der privaten Regiobahn.
Zusammen mit den an den acht Einzelhaltestellen des Bahnhofsvorplatzes haltenden Bus- und Bahnlinien verschiedener Verkehrsgesellschaften stellt der Hauptbahnhof das Neusser Nahverkehrsdrehkreuz dar.
Der Neusser Hauptbahnhof beherbergt einige Geschäfte und wird seit dem Jahr 2006 modernisiert, wobei u. a. die Bahnsteige mit Aufzügen nicht nur für Rollstuhlnutzer ausgestattet wurden.